# 大杉漣
大杉 漣（おおすぎ れん、1951年〈昭和26年〉9月27日 - 2018年〈平成30年〉2月21日）は、日本の俳優、タレント。本名︰大杉 孝（おおすぎ たかし）。徳島県小松島市出身。明治大学中退。身長178cm、体重72kg。最終所属はザッコ。長男は写真家の大杉隼平。異名は「300の顔を持つ男」「カメレオン俳優」。

## 生涯

### 生誕
1951年9月27日、徳島県小松島市にて、教育者の家庭で育つ。4人兄弟の末っ子。母は京都の銀閣寺の傍らにあった下宿屋の娘で、父より3歳年上の姉さん女房だった。父は京都大学に在学中に、その下宿屋で生活しており、その際に仲良くなり結ばれた。父は38歳で小松島市立小松島中学校の校長に抜擢され、徳島県立小松島西高等学校、徳島県立富岡東高等学校、徳島県立城東高等学校の校長を歴任した。父が小松島中学校の校長をしていた縁で小松島中学校が2016年に創立70周年を迎えた際には記念講演を行ったこともある。12歳の時に父が徳島県立富岡東高校に転任し、同じ敷地の茶道部と女子寄宿舎の間にあった校長官舎に引っ越す。4年間そこで暮らした。したがって、小学校5年生までは小松島市立千代小学校に在籍し、小学6年生は富岡小学校、中学生時代は富岡中学校に在籍していたことになる。16歳のときに父が徳島県立城東高校に転任が決まり、一家で城東高校の官舎に引っ越す。そして、自身も徳島県立城北高等学校へ進学し、卒業する。

### 劇団活動との出会い
1970年代に人気を呼んでいた蜷川幸雄、寺山修司、唐十郎らの演劇に通い、1973年、雑誌『新劇』に掲載されていた太田省吾の記事に感銘を受け、太田の劇団員募集広告に応募し研修生として採用される。応募するにあたり、明治大学は中退した。同年6月、22歳で別役実作品『門』の「娼婦を買いに来る客A」役で舞台デビューを果たした。1974年、23歳の時に太田省吾創設の転形劇場に入る。台詞なしに静かに舞台を歩んで演じる「沈黙劇」を原点として、舞台俳優としての本格的な活動を始め、転形劇場での活動に打ち込む。同劇場の演目『小町風伝』は岸田戯曲賞を受賞している。

### 下積時代
1980年に新東宝映画のピンク映画『緊縛いけにえ』で映画俳優としてデビュー。日活ロマンポルノや新東宝映画などのピンク映画に積極的に出演するようになった。
1983年、滝田洋二郎監督の『連続暴姦』では演技力が評価され、同年の「ZOOM-UP映画祭」・ピンクリボン賞主演男優賞を受賞した。また、翌1984年、周防正行監督の小津映画リスペクト作品『変態家族 兄貴の嫁さん』では、当時33歳 の大杉が60歳超の老人役を演じ、静けさの中にも狂気をたたえた演技や風かおるとの独特の掛合いなどが評価された。その後も多数のピンク映画に出演したが、1988年の片岡修二監督の『地下鉄連続レイプ・愛人狩り』を最後にピンク映画への出演を控え、転形劇場における活動に専念した。
しかし、転形劇場は1988年に解散。大杉は37歳で活動基盤を失ったが、宮沢章夫作品や太田省吾作品への出演、岩松了作品における竹中直人とのコラボレーションなど、演劇界で活動を続けた。

### 俳優としての転機

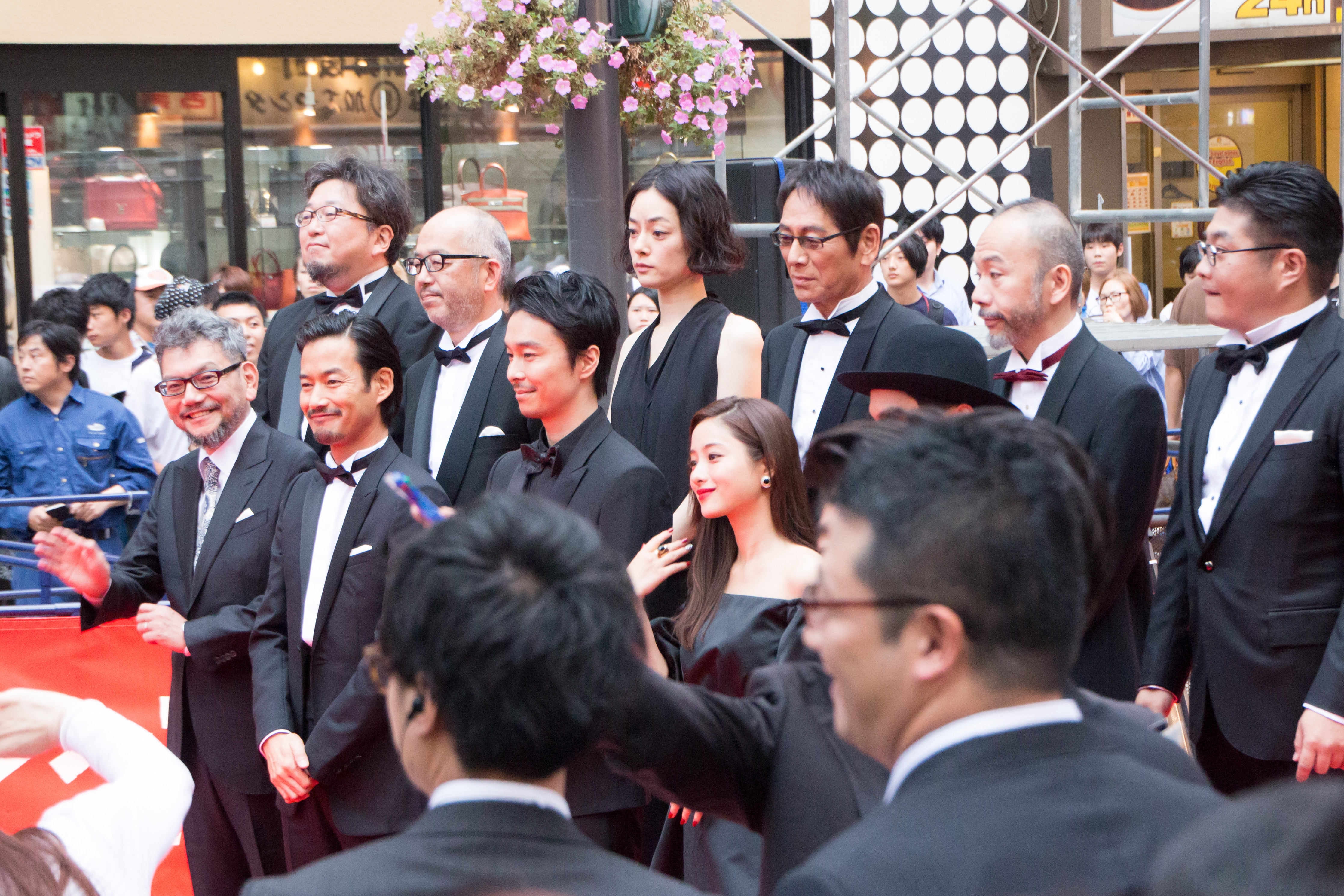
『シン・ゴジラ』ワールドプレミアに出席する大杉漣（後列右から3人目）

1989年以降、再び映画界への進出を望んだが、希望する役を射止めることはできず、Vシネマなどに多数出演して収入を確保する生活が続いた。
40歳代に入り、種々のステップアップを図る一環として北野武監督による『ソナチネ』（1993年）のオーディションを受け、遅刻したにもかかわらず合格。とはいえ当初与えられたのは単なるやくざ事務所の電話番という、台本に台詞のない端役だったが、たけしの「全部アドリブでやって」という指示に対し、大杉が演じたヤミ金の取り立ての演技にたけしが「うめえな、この人」と感心、脚本を書き換えて役を大きくしたところ、「最後までうまくやっちゃった」という。この作品での演技が転機となり、映画界において演技派の一人として知名度を得ていく。SABU監督の『弾丸ランナー』出演の翌1997年には、同監督の『ポストマン・ブルース』でおおさか映画祭・報知映画賞を受賞。1998年には北野武監督の『HANA-BI』で、下半身不随の元刑事役という難役を演じた。作品はヴェネツィア国際映画祭でグランプリにあたる金獅子賞を受賞し、自身もブルーリボン賞をはじめとする1999年度の国内各映画賞の助演男優賞を多数受賞。映画以外にもテレビドラマへの主役・主要キャストとしての出演が増加すると、その名は広く一般に認知されるようになった。
その後は、偉人群像から社会の底辺に生きる人物、公安刑事から体制破壊主義者、堅実なサラリーマンからホームレス、学校長からヤクザ、好人物から偏狭な人物、誠実な父親・夫から退廃的な不良中年、精神異常を思わせるサイコ色の強い異常人格から変態・エロ系の人物まで、様々な役柄を演じ、「300の顔を持つ男」「カメレオン」などの異名を得る。以後は、高橋伴明、中村幻児、周防正行、滝田洋二郎、黒沢清、井筒和幸、廣木隆一等のピンク映画系出身の諸監督から、北野武、SABU、鈴木俊之、磯村一路、小松隆志、三池崇史、落合正幸など、日本映画界の多くの監督作品に出演した。
若い映画製作者への協力もしていた。当時は新潟の一高校生にすぎなかった田卷源太監督による企画提案を受け、アマチュア自主製作短編映画『黒いカナリア』の主役として少ない報酬で出演したり、早稲田大学と慶應義塾大学の学生が中心となった自主制作映画『Mogera Wogura』へも出演。
映画からNHK大河ドラマ、NHK連続テレビ小説、世にも奇妙な物語、2時間ドラマ、Vシネマ、インディーズ、ドキュメンタリーのナレーション、バラエティー番組をはじめ、アジア圏の外国映画や内外合作映画にまで、各ジャンルに出演。その本数も多く、バイプレイヤーの代表格として極めて精力的な活動を行っていた。
2013年4月13日より、BSフジにて自身初の冠番組となる旅番組『大杉漣の漣ぽっ』が放送開始。第1回は大杉の地元である徳島県を散策した回を放送、以後2018年に急逝するまで、約5年、60回（地上波で放送されたスペシャル版1回を含む）に亘って放送された。
2017年1月2日に日本テレビ系で放送された『新春ぐるナイ!ゴチ新メンバー超大物2名発表SP!』にて、人気コーナー「グルメチキンレース・ゴチになります!18」にレギュラー出演することが発表され、地上波バラエティ番組における初レギュラーが決定した。2017年8月24日放送回では自身初 のピタリ賞100万円を獲得し、同年9月7日放送分でもピタリ賞で1位。ゴチ史上初の2週連続ピタリ賞獲得の偉業を成し遂げた。「ゴチ」メンバーに同時加入した渡辺直美からは「れんれん」と呼ばれた。

### 死去
2018年2月20日深夜、主演ドラマ『バイプレイヤーズ〜もしも名脇役がテレ東朝ドラで無人島生活したら〜』のロケのために滞在していた千葉県君津市内のホテルで腹痛を訴え、番組関係者に付き添われてタクシーで君津市内の救急病院へ搬送される。病院到着時にはすでに重体となっており、総合病院への搬送も検討されたが、「治療が間に合わない」という病院側の判断で集中治療が継続された。しかしその後容態が急変し、翌2月21日午前3時53分に急性心不全のため死去した。66歳没（享年67）。病院に駆け付けた家族やドラマ関係者、事務所関係者、ドラマで共演中だった遠藤憲一・田口トモロヲ・光石研・松重豊が最期を看取った。
当日の20日は終日撮影や取材を行ったが、体調に変化などはなく順調に進行し、終了後は共演者らでともに食事をしていた。
葬儀・告別式は大杉本人の生前の意思によって家族・近親者のみで執り行われ、4月14日にお別れの会「さらば！ゴンタクレ」が開かれた（詳細は後述）。
戒名は優月院漣奏球孝信士。芸名の「漣」、本名の「孝」、趣味であった音楽から「奏」、生涯愛したサッカーから「球」の文字が入れられた。

### 死後
没後の対応
- 撮影中であった『バイプレイヤーズ』は、共演の遠藤憲一・田口トモロヲ・光石研・松重豊が「自分たちのスケジュールはどうにかするから何とか最終回までやらせてほしい」とスタッフに直談判し、撮影を続行[30]。21日に放送された第3話では冒頭で4人共同の追悼コメントが寄せられた[41]。その後、大杉の出演シーンの撮り残しの部分の脚本を修正するなどして、3月7日の最終回放送まで当初予定通りのスケジュールで乗り切った。
- 2月22日 - テレビ朝日系『徹子の部屋』にて、当初の放送予定を変更し追悼特集として、大杉がゲスト出演した回（2000年、2005年）を再編集して放送した[42]。
- 2月22日 - レギュラー出演していた日本テレビ系『ぐるナイ』の「ゴチ19」第3戦（2月12日収録）を放送[43][44]。番組内では冒頭と終盤で追悼メッセージが流れ、終了時にはゴチ19出演時の顔写真も流れた[45][46][47][48][49]。
- 2月23日 - テレビ東京系列『所さんの学校では教えてくれないそこんトコロ!』にゲスト出演。番組の終盤に顔写真と追悼メッセージが流れた[50]。
- 2月24日 - BS朝日にて、13:30 - 14:00に『徹子の部屋』の追悼放送（22日に地上波で放送されたものと同じ回）を放送[51]）。続けて14:00 - 15:00に『ザ・インタビュー〜トップランナーの肖像〜』の大杉出演回を2年ぶり2回目の放送をした（2016年3月19日放送、インタビュアー：舘野晴彦[51][52]）。
- 2月25日 - テレビ大阪にて、大杉が出演した『夜あそびTKO〜大人の異業種交流会〜』（関西ローカル、2017年7月30日）を再放送。加えて、大杉がナレーションを務めた『天空の教室〜中国・四川省・標高3000mの希望〜』（2009年12月31日、テレビ東京系列）を再放送した[53]。
- 2月25日 - BSフジにて冠レギュラーの『大杉漣の漣ぽっ 〜2018年は鎌倉を歩いて運気を上げよう!〜』（2017年12月8日収録、2018年1月3日にフジテレビで放送）を放送。当初3月3日放送予定であったものを急遽繰り上げた。同番組でも冒頭と終盤で追悼メッセージが流れた[54][55]。また3月31日には、第1回放送の「徳島県を散策」の回が四国放送（JRT、日本テレビ系列）で放送された[56]。
- 2月25日 - 関西テレビでは16:55 - 17:25に『さんまのまんま』の大杉出演回を再放送した[57] 。
- 2月25日 - テレビ東京にて、出演映画『HANA-BI』の特別編集版が放送された[58][59]。
- 3月2日 - 日本テレビ系『アナザースカイ』ゲスト出演回放送[60]。死去1か月前に韓国・釜山を訪れた際に、「申し訳ないけど、もうちょっと生きたいなって思ってます。っていうか、僕はもうちょっとやりたいこともあるので。 66歳でも希望はいっぱいありますよ。」などと、俳優としての人生の他、自らの死についても語っていた[61]。スタジオトークの収録前に大杉が死去したため、番組冒頭で司会の今田耕司とアシスタント（当時）の中条あやみがそろって喪服姿で登場、今田が放送決定の経緯を説明した後、全編にわたってドキュメント映像で構成する形となった[61]。
- 3月12日 - 名古屋テレビ放送（メーテレ）にて、出演ドラマ『名古屋行き最終列車』シリーズの特別編として『大杉漣さん追悼 メ〜テレドラマ 名古屋行き最終列車〜あるラーメン屋の主人の物語〜』（14:00 - 15:23）が放送された[62]。続く翌13日（12日深夜）には放送中の『名古屋行き最終列車2018』において、大杉のシリーズ最終出演話となる第9話が放送された[62]（いずれも東海3県ローカル）。プロデューサーを務める神道俊浩が追悼コメントを出した[63][64]。また、同ドラマに協力している名古屋鉄道も3月6日から13日まで、名鉄6000系電車6036編成にて大杉追悼の系統板を掲出した[65]（小牧線および瀬戸線を除く[64]）。
- 3月17日 - NHKスペシャル『メルトダウンFile.7 そして冷却水は絞られた〜原発事故 迷走の2日間〜』（ドキュメンタリードラマ）に出演[66]。
- 3月14日 - 準レギュラー（衣笠藤治役）のテレビ朝日系列の『相棒 season16』最終回放送。同回出演予定で、一部の撮影を終えていたが、杉本哲太を代役として撮り直しを行った[67] 。
- 4月8日から4月22日までの3週に亘り、BSフジで『大杉漣の漣ぽっ』のスペシャル番組として『ありがとう大杉漣さん「大杉漣の漣ぽっ」』が放送された[68]。9月27日にDVD-BOXとして発売された[23]。
- スカパー!でも、死去3日後の24日より1か月にわたり、大杉が出演した映画・テレビドラマを特集放送した[69]。
- 突然の訃報に番組共演者や芸能界からも悼む声が多く寄せられた[70][71][72]。
- 大杉の地元のサッカークラブであるJ2リーグの徳島ヴォルティスが公式サイトで大杉への追悼メッセージを発し、2月25日の2018年度J2リーグホーム開幕戦となる対ファジアーノ岡山戦（徳島県鳴門総合運動公園陸上競技場）(別名鳴門・大塚スポーツパークポカリスエットスタジアム)においてスタジアムに記帳台を設置し、キックオフ前にスタジアムで大杉に対する黙祷を行い、徳島ヴォルティスの選手・関係者が喪章を着用して試合に臨んだ[73]。
- 大杉がCMの出演およびナレーションを担当していた各企業（スズキ、大東建託、不室屋[40]）が公式サイトに追悼メッセージを掲載した。
- 映画『アウトレイジ 最終章』での演技が評価され、松重豊、大森南朋、ピエール瀧、金田時男と共に第27回東京スポーツ映画大賞・助演男優賞を受賞。2月25日に授賞式が行われた[74]。
- 10月6日には最後の主演作となった映画『教誨師』（佐向大監督）[75]、10月20日[注 2] には遺作となった映画『恋のしずく』（瀬木直貴監督）[76] が公開された。『教誨師』での演技が評価され、2019年4月8日に第28回日本映画プロフェッショナル大賞の主演男優賞に選出されている[77]。大杉はフットワーク軽く大作映画からインディーズまで幅広い作品に出演していたこともあって遺作が複数ある。

- 2018年11月30日をもって所属事務所・ザッコはマネージメント業務を終了し[78]、2019年2月20日にウェブサイト『大杉漣記念館』がオープンした[79]。2023年2月21日に同ウェブサイトは閉じられたが、同年9月1日より国立国会図書館インターネット資料収集保存事業（WARP）にて公開されることとなった[80]。なお、ザッコに所属していた大杉以外の俳優の半数ほどは、同社のマネージャーが新規に開設した事務所・空に移籍した。

#### お別れの会「さらば!ゴンタクレ」
4月14日には、お別れの会「さらば!ゴンタクレ」が東京都青山葬儀所にて開かれ、約1700人が参列した。
最期を看取った『バイプレイヤーズ』共演の4人も揃って参列、田口トモロヲが代表して弔辞を読み、大杉と5人で過ごした時間を振り返った。田口の弔辞の一部は次の通り。
ただひたすら漣さんが恋しいです。そして、寂しいです。あなたがいなくなってしまった喪失感がとんでもなく大きくて、ただただ途方に暮れています。あまりにも急に大切な親友を亡くしてしまい、呆然としています。漣さんはいったん亡くなったが何年か経てば必ず帰ってきていつもの漣さんでまた役者をやってこられたらと思います。漣さん、僕たちのところに必ず帰ってきてください。—田口トモロヲ、「さらば!ゴンタクレ」（2018年4月14日）

『僕シリーズ3部作』（関西テレビ制作ドラマ）や『嘘の戦争』（同）など自身の主演作で多数の共演歴がある草彅剛も弔辞で
| 「                                                    | もういなくて、ずるいですよ、本当に。なんか何度も何度も悔やんで、どうして漣さん早すぎるよって、何度も何度も問いかけて、最後はあの低い声で笑って漣さんの笑顔が残るだけなんだよね。本当にずるいよ。 またみんなで楽しいことしましょうよ。僕はやっぱりまた漣さんとお芝居したいです。ドラマとか映画とか舞台とかやりましょうよ。そしてまた漣さんが連れてってくれた海でギター持ってさ、一緒に好きな歌、歌いましょうよ。それまでしばらく待っていてくださいよ。大杉漣さん、心からご冥福をお祈りします。 | 」 |
| —草彅剛（「さらば!ゴンタクレ」（2018年4月14日）より） | |    |

と声を震わせ別れを惜しんだ。
長男・隼平も「いかに現場に立っていたか、改めて感じました。」「父としてというより、人として本当に尊敬していました。失ってみて、あの人のことをどれだけ好きか痛感しました。」など語ったほか、所属事務所・ザッコの社長を務める妻・弘美も「“そちらでも元気にやっていて。またね!”と送りたいと思っています。」とコメントした。
また、祭壇には「REN」の名前が入った徳島ヴォルティスの背番号10ユニフォームがメンバーズカード付きで飾られた ほか、ファンブースには「ゴチ」で着用した制服がトップ通過およびピタリ賞の回数分のバッジ付きで展示された。

## 受賞歴
1981年
- 第2回ズームアップ映画祭 ピンクリボン賞 助演男優賞（『少女情婦』）[86]

1984年
- 第5回ズームアップ映画祭 ピンクリボン賞 主演男優賞（『連続暴姦』）[86]

1998年
- 第23回おおさか映画祭 助演男優賞[87]
- 第23回報知映画賞 助演男優賞（『HANA-BI』『犬、走る DOG RACE』）

1999年
- 第11回日刊スポーツ映画大賞・石原裕次郎賞 助演男優賞（『HANA-BI』ほか）
- 第20回ヨコハマ映画祭 助演男優賞(『CURE』『がんばっていきまっしょい』『愚か者 傷だらけの天使』『HANA-BI』『犬、走る DOG RACE』)[88]
- 第13回高崎映画祭 助演男優賞（『犬、走る DOG RACE』）
- 第24回おおさか映画祭 助演男優賞[87]
- 第72回キネマ旬報ベスト・テン 優秀助演男優賞（『HANA-BI』『犬、走る DOG RACE』）
- 第53回毎日映画コンクール 男優助演賞 （『HANA-BI』『犬、走る DOG RACE』など）
- 第8回東京スポーツ映画大賞 助演男優賞（『HANA-BI』）
- 第22回日本アカデミー賞 優秀助演男優賞（『HANA-BI』）[89]
- 第41回ブルーリボン賞 助演男優賞（『HANA-BI』）

2010年
- 第11回ベストフォーマリスト賞[90]

2018年
- 第27回東京スポーツ映画大賞 助演男優賞（『アウトレイジ 最終章』）
- 第26回橋田賞 特別賞[91]
- 徳島県表彰「特別功労賞」[92]

## 人物
笠智衆の著書『あるがままに』（1992年、世界文化社）に感銘を受けたことから、好きな言葉（座右の銘）は「あるがままに」　と「見る前に飛べ」。
芸名「漣」の由来は、吉祥寺フォークの重鎮高田渡の長男でスティールギター奏者である高田漣の名から拝借したものである。
役柄の数だけ眼鏡があるというほど眼鏡に関してはこだわりがあり、自宅に200本以上所有していた。
ペットが大好きで、公式ブログのタイトルもスコティッシュフォールドの「寅子（トラコ）」とチワワの「風（ふう）」からとられている。なお、猫の寅子は、2008年の主演映画「ネコナデ」で共演した猫である。

### 趣味
散策を好み、ロードバイクで一人下北沢、新宿、渋谷へ気ままに出かけた ほか、18歳で上京後に最初になじんだ街であるという吉祥寺にはたびたび訪れていたという。音楽とスポーツが主な趣味で、音楽ではフォーク、スポーツではサッカーをこよなく愛する。
また、50歳代に映画『Life on the Longboard』で「定年退職後サーフィンを始めた男」を演ずることになり、役作りとして種子島でサーフィンの猛特訓を行った経験から、サーフィンも趣味のひとつとなった。
その他、音楽鑑賞、器楽（ギターおよびブルースハープ）、テニスなど。
音楽
エレファントカシマシのファンとして知られ、音楽鑑賞に留まらず、40歳代には田口トモロヲに誘われて器楽の練習を始め、自ら組んだ「大杉漣バンド」や田口トモロヲとのユニット「Har'G KAITELS（ハージー・カイテルズ）」（「恥をかいている者たち」の意）においてギターやブルースハープを手にとり70年代のフォークソングを演奏したり、KAZ BANDと共演している。
映画『ROCKERS』では弾き語りを披露している。徳島では、「徳島ラーメン食べたいな」、「あるがままに」などのオリジナルソングも歌っていた。
サッカー
高校時代にはサッカー部に在籍し、下積み時代には目の前にサッカー場があるという理由だけで川崎のアパートに引っ越したこともあるほどサッカー好きである。自称「釜本・杉山黄金コンビの時代の第一次サッカーブームの申し子」。また、「本当は今でも夢はプロのサッカー選手」だったという。選手個人としては柳沢敦の大ファンで、国内リーグから海外リーグにまで精通している。トーク番組でタモリと共演した際に「サッカー観戦なら1日中朝から晩まで見てられる」と話して会場を驚かせた。
自己の出身地徳島県をホームタウンとするJリーグ・徳島ヴォルティスの熱狂的なファンで、チームがプロ組織化する前身の大塚FC時代から熱心に応援していた。有名人となってからは招待券や特別席を提供されることも多かったもののそれを受け取ることはなく、あくまでプライベートで応援しているからと、熱狂的なファンが集うゴール裏のチケットを自分で取り、関東圏で行われる試合には、バスや電車に乗りひとりで訪れ、時には立ちっぱなしで応援している姿が目撃されていた。ヴォルティスがJ1昇格プレーオフ決勝を戦った2013年12月8日 はテレビ朝日系のドラマ『緊急取調室』の撮影日だったが、主演の天海祐希をはじめとする共演者の協力により（試合開始前の）午後3時20分に撮影を終了させ、決勝の行われた国立競技場に駆けつけることが出来たという。ヴォルティスは2014年に再びJ2に降格し、大杉はJ1復帰を見ることなく2018年に世を去ったが、2020年12月16日の大宮アルディージャ戦で7年ぶりのJ1昇格を決めた際と12月20日のアビスパ福岡戦で初のJ2優勝を決めた際にはヴォルティスの選手が試合後に大杉の名前が入ったユニフォームを掲げるなど、死後なお両者の関係は深い。
また、プロデューサーや映画監督・大物俳優等100名を越えるメンバーを擁するプライベートサッカーチーム「鰯クラブ」に発起人として参加し、キャプテンナンバー「10」の背番号を付けて 月1-2回は必ず試合に出場するなど、注力していた。
サッカーへの知識の深さが周知され、サッカー関連のテレビ番組等に招かれることも多かった。2001年に行われたFIFAコンフェデレーションズカップ日韓大会では、日本戦全6試合の特別ゲストに招かれ、同じくゲストとして同席したアーセン・ベンゲル（当時=アーセナルFC監督、元名古屋グランパスエイト監督）から、「大杉さん、あなたの出た映画『HANA-BI』をパリで見ました。あの映画で泣いたんですよ」と話しかけられて「映画の力ってすごいなと思った」ことを語っている。
2010年には、高校サッカー部の9期後輩で当時FC東京の監督だった城福浩との対談を行い、『FC東京ファンブック2010』の巻頭を飾った。

## 出演

### 舞台
- 転形劇場 （1978年 - 1988年）※全作品に出演。
  - 老花夜想（ノクターン）
  - 喜劇役者（コメディアン）
  - 風枕
  - 水の駅[15]
  - 地の駅
  - 風の駅
  - プラスチックローズ
  - 小町風伝
  - やじるし
  - 他に海外公演（ニューヨーク・ロンドン・パリ・アデレード・ポーランド）
- 竹中直人の会
  - こわれゆく男（岩松了作）
- 遊園地再生事業団
  - ヒネミ（宮沢章夫作）
- UZURA
  - 水の駅3（太田省吾作）：「水の駅」のリメイク。
- 新国立劇場
  - ↑ヤジルシ-誘われて（太田省吾作）
  - 象（2010年、別役実作）
- パルコ劇場
  - ラヴ・レターズ CHRISTMAS SPECIAL
  - 抜け穴の会議室〜RoomNO.002〜（2010年12月）
- 世田谷パブリックシアター
  - 砂の駅（2011年11月）
- 東京キネマ倶楽部
  - KENTO KUROU in “Dark Retribution”（2018年2月） - 声の出演

### 映画
★：主演、☆：主要キャスト

#### 一般映画

##### 1980年代
- ガキ帝国（1981年、ATG / 井筒和幸監督） - 富士ホールのマスター 役 ※一般映画初出演
- TATTOO＜刺青＞あり（1982年、ATG / 高橋伴明監督） - タクシー運転手 役 役
- ウィークエンド・シャッフル（1982年、ジョイパックフィルム / 中村幻児監督）
- ファンシィダンス（1989年、大映 / 周防正行監督） - 飛行機の乗客 役（友情出演）

##### 1990年代
- 1990年
  - ギャッピー ぼくらはこの夏ネクタイをする!（3月31日、ジャパンホームビデオ＝ビッグバン / 磯村一路監督） - ジムのトレーナー 役
  - 病院へ行こう（東映 / 滝田洋二郎監督） - 少女の父親 役
  - 1990牡丹灯篭（サザンクロスビデオアーツ / 磯村一路監督） - ライブハウスのオーナー 役
  - すっぽんぽん（テッケン・プロ / 原田聡明監督）
  - さわこの恋 上手な嘘の恋愛講座（松竹 / 広木隆一監督）
  - パンツの穴 キラキラ星みつけた!（バンダイ / 鎮西尚一監督） - 久保田忠信 役

- 1991年
  - あさってDANCE（大映 / 磯村一路監督） - 立見弁護士 役
  - 殺人がいっぱい（アルゴプロジェクト / 中村幻児監督）
  - 無能の人（松竹富士 / 竹中直人監督） - 古本屋・暗原 役
  - ハロー張りネズミ（大映 / 松本泰生監督）
  - ガッデム!!（1991年、ジャパンホームビデオ / 神野太監督）
  - JINGI 仁義（東映 / 長谷川計二監督）
  - はいすくーる仁義シリーズ（大映 / 小松隆志監督） - 教頭 役
    - はいすくーる仁義
    - はいすくーる仁義2 たいへんよくできました。（1992年）
    - はいすくーる仁義√3 さらば情二（1994年）

- 1992年
  - 事件屋稼業（1992年、ジャパンホームビデオ / 福岡芳穂監督） - 黒崎
  - 赤と黒の熱情（東映（東京撮影所） / 工藤栄一監督） - 岡部 役
  - 橋のない川（東宝 / 東陽一監督） - 川島熊次郎 役
  - 地獄の警備員（アテネ・フランセ文化センター / 黒沢清監督） - 久留米浩一 役
  - ひき逃げファミリー（アルゴプロジェクト / 水谷俊之監督）

- 1993年
  - くまちゃん（ヘラルド=ポニーキャニオン / 小中和哉監督）
  - ソナチネ☆（松竹 / 北野武監督） - 片桐 役
  - 打鐘（ジャン）（ヒーロー / 小松隆志監督）
  - 武闘派仁義（イメージファクトリー・アイエム / 佐々木正人監督）
  - 極道記者（大映 / 望月六郎監督）
  - 姐（あね） 極道を愛した女・桐子（ケイエスエス / 磯村一路監督）
  - 眠らない街〜新宿鮫〜（東映 / 滝田洋二郎監督）
  - 高校教師（東宝 / 吉田健監督）
  - さまよえる脳髄（ヒーロー / 萩庭貞明監督） - 滝本 役
  - XX（ダブルエックス） 美しき凶器（東映ビデオ / 小水一男監督） - 大木 役

- 1994年
  - 凶銃ルガーP08（ヒーロー / 伊藤秀裕監督） - 軍服のホームレス 役
  - 横浜ばっくれ隊（パル企画 / 中田信一郎監督）
  - 青空に一番近い場所（サードステージ・東京テアトル / 鴻上尚史監督） - やくざ風の男 役
  - 武闘派刑事 銀座警察（シネマパラダイス / 高瀬将嗣監督） - 田中 役
  - 愛の新世界（東映アストロ / 高橋伴明監督） - メガネの男 役

- 1995年
  - 飢狼伝（日本ビクター=東北新社 / 佐々木正人監督）
  - 斬り込み（イメージファクトリー・アイエム / 福岡芳穂監督） - 阿久津組 矢島武 役
  - みんな〜やってるか!（日本ヘラルド / ビートたけし監督） - 痩せた殺し屋 役
  - 難波金融伝 ミナミの帝王 劇場版PARTVI（ケイエスエス / 萩庭貞明監督） - 吉永克己 役
  - マークスの山（松竹 / 崔洋一監督） - 片桐義勝 役
  - のぞき屋 NOZOKIYA（東映 / 富岡忠文監督）
  - きけ、わだつみの声 LAST FRIENDS（東映 / 出目昌伸監督） - 陸軍将校 役
  - 新宿黒社会 チャイナ・マフィア戦争（大映 / 三池崇史監督） - 内田陣市 役
  - 勝手に死なせて!（バンダイビュジュアル / 水谷俊之監督）
  - 幻の光（シネカノン=テレビマンユニオン / 是枝裕和監督） - 夫・弘 役

- 1996年
  - マリーの獲物（ゲーム）☆（ファニーエンジェル / 吉田啓一郎監督） - 矢島努 役
  - Shall we ダンス?（東宝 / 周防正行監督） - フロアーマネージャー・杉浦役
  - 女優霊（ピターズ・エンド / 中田秀夫監督） - 大谷 役
  - 幻想・アンダルシア LA SOMBRA DEL VERANO（ミュージアム / 渡邊武監督）
  - 岸和田少年愚連隊 BOYS BE AMBITIOUS（松竹・松竹富士 / 井筒和幸監督） - サイの兄貴分 役
  - DOOR III（彩プロ / 黒沢清監督） - 不動産会社社長 役
  - 迅雷 組長の身代金（テレビ東京・東映ビデオ / 高橋伴明監督）
  - キッズ・リターン（オフィス北野 / 北野武監督） - タクシーの客 役
  - A WEATHER WOMAN お天気お姉さん（東北新社＝バンダイビジュアル / 細山智明監督） - 浜本洋一 役 ※オリジナルビデオの劇場公開版
  - 新・居酒屋ゆうれい（東宝 / 渡邊隆好監督） - 大榎刑事 役
  - 弾丸ランナー（にっかつ / SABU監督）

- 1997年
  - パラサイト・イヴ（角川書店・東宝 / 落合正幸監督） - 司会者 役
  - 恋と花火と観覧車（松竹 / 砂本量監督） - タクシー運転手 役
  - 復讐 THE REVENGE 運命の訪問者（ケイエスエス / 黒沢清監督） - 警察署課長 役
    - 復讐 THE REVENGE 消えない傷痕

  - 極道修行 決着（おとしまえ）（朝鮮語版） 깡패 수업（日韓合作、ウノフィルム・彩プロ / キム・サンジン（金想辰）（朝鮮語版）監督）
  - ポストマン・ブルース☆（日活 / SABU監督） - 殺し屋ジョー 役
  - 悪の華（ケイエスエス / 篠原哲雄監督） - 花山吾郎 役
  - ご存知!ふんどし頭巾（松竹・松竹富士 / 小松隆志監督） - 帆立沢一鉄 役
  - 鉄砲玉、散る ゲスは殺ったれ!（ツインズ=イメージファクトリー・アイエム / 早川喜貴監督）
  - D♯1（Dシャープワン） 〜プロローグ・倒錯〜（ポール・ギブソン フィルムメーカーズカンパニー / 巽祐一郎監督）
  - CURE（松竹富士 / 黒沢清監督） - 藤本本部長 役

- 1998年
  - 極道の妻たち 決着（けじめ）（東映（京都撮影所） / 中島貞夫監督） - 番水司郎 役
  - HANA-BI☆（日本ヘラルド / 北野武監督） - 堀部泰助 役
  - 蜘蛛の瞳☆（大映 / 黒沢清監督） - 依田 役 ※VHS題「修羅の狼・蜘蛛の瞳」
  - Dolphin Through ドルフィン・スルー（ケイエスエス / 伊藤秀裕監督） - 和泉 役
  - 女刑事RIKO 聖母の深き淵（角川書店・エース・ピクチャーズ / 井坂聡監督）
  - 卓球温泉（東宝 / 山川元監督） - 岡田 役
  - ラブ・レター（松竹 / 森﨑東監督） - 警官 役
  - 黒の天使 Vol.1（松竹 / 石井隆監督） - 草壁 役
  - 愚か者 傷だらけの天使（東京テアトル・CAMARADE / 阪本順治監督） - 桝井達雄 役
  - アンラッキー・モンキー（松竹富士 / SABU監督） - 誠竜会若頭・立花 役
  - フリージア 極道の墓場（大映 / 渡辺武監督） - 篠崎 役
  - Heavenz（べんてんムービー / 井出良英監督） - 八木 役 ※VHS題「DJキッド Heavenz」
  - 犬、走る DOG RACE☆（シネカノン / 崔洋一監督） - 秀吉 役
  - がんばっていきまっしょい（東映 / 磯村一路監督） - 伊予東高校校長 役
  - Tokyo Eyes（フランス語版）（日仏合作、ユーロスペース / ジャン＝ピエール・リモザン監督） - バス運転手 役
  - 踊る大捜査線 THE MOVIE（東宝 / 本広克行監督） - 横山邦一 役
  - 落下する夕方（松竹 / 合津直枝監督） - 中島 役

- 1999年
  - 死国（東宝 / 長崎俊一監督） - 日浦康鷹 役
  - ニンゲン合格（大映 / 黒沢清監督） - 室田 役
  - avec mon mari（アベックモンマリ）☆（武藤起一事務所 / 大谷健太郎監督） - 中崎雅彦 役[106]
  - 日本黒社会 LEY LINES（大映 / 三池崇史監督） - ベトナム人のバイク密売屋 役
  - 催眠（東宝 / 落合正幸監督） - 刑事・牟田悦司 役
  - きみのためにできること（日活 / 篠原哲雄監督） - 西田勇造 役
  - お受験（松竹 / 滝田洋二郎監督） - 古本監督 役
  - 天使に見捨てられた夜（日活 / 廣木隆一監督） - 友部秋彦 役
  - 秘密（TBS・東宝 / 滝田洋二郎監督） - 梶川幸広 役
  - DEAD OR ALIVE 犯罪者（大映 / 三池崇史監督） - ヤン 役

##### 2000年代
- 2000年
  - 極道（やくざ）血風録 無頼の紋章（大映 / 伊藤秀裕監督） - 大河内要 役
  - うずまき（東映 / Higuchingky監督） - 斎藤敏夫 役
  - 発狂する唇（オメガ・プロジェクト / 佐々木浩久監督） - 大佐 役
  - カリスマ（日活・東京テアトル / 黒沢清監督） - 中曾根敏 役
  - オーディション（アートポート / 三池崇史監督） - 芝田 役
  - スペーストラベラーズ（東映 / 本広克行監督） - コスモ銀行支店長・常田宣一 役
  - MONDAY（シネカノン / SABU監督） - 村井良夫 役
  - 仮面学園（東映 / 小松隆志監督） - 城之内雄一郎 役
  - 不貞の季節★（YFC・スローラーナー / 廣木隆一監督） - 主演・黒崎悌造 役 ※一般映画初主演
  - SWEET SWEET GHOST（日活 / 芳田秀明監督） - 山村誠治 役
  - 弱虫（チンピラ）（グルーヴコーポレーション / 望月六郎監督） - 藤堂 役
  - 漂流街 THE HAZARD CITY（東宝 / 三池崇史監督） - 飯田 役
  - 三文役者（近代映画協会・東京テアトル / 新藤兼人監督） - 悪党の俳優 役 ※Har'G KAITELS名義[注 3]
  - DEAD OR ALIVE 2 逃亡者（大映 / 三池崇史監督） - 画家 役
  - PARTY7（東北新社 / 石井克人監督） - 精神科医 役

- 2001年
  - BROTHER（オフィス北野・松竹 / 北野武監督） - 原田組組長・原田 役
  - 降霊 KOUREI（スローラーナー / 黒沢清監督） - ファミレスの客 役 ※テレビドラマの劇場公開版
  - SF：Stereo Future（東北新社 / 中野裕之監督） - テレビ局編成部長の黒岩 役
  - RUSH!（スローラーナー / 瀬々敬久監督） - 成瀬 役
  - 釣りバカ日誌12 史上最大の有給休暇（松竹 / 本木克英監督） - 渡辺 役
  - 純愛譜 순애보（日韓合作、シネマサービス・松竹 / イ・ジェヨン（李在容）（朝鮮語版）監督） - 彩の父 役
  - GO（東映 / 行定勲監督） - タクシー運転手
  - 光の雨（シネカノン / 高橋伴明監督） - 映画監督・樽見省吾 役

- 2002年
  - 化粧師 KEWAISHI（東映 / 田中光敏監督） - 森山五郎 役
  - とらばいゆ（ザナドゥー・アミューズピクチャーズ / 大谷健太郎監督） - 村岡九段 役
  - うつつ（日活 / 当摩寿史監督） - 長田勤 役
  - MPD-PSYCHO／FAKE MOVIE REMIX EDITION（物語環境開発 / 菊崎亮編集） - 笹山徹 役 ※テレビドラマの劇場公開版[注 4]
  - ピカレスク 人間失格（ジーピー・ミュージアム、ドラゴン・フィルム / 伊藤秀裕監督） - 佐藤春夫 役（特別出演）
  - 今昔伝奇 剣地獄 CHANG・BALLA（グルーヴコーポレーション / 佐藤敏宏監督） - 千鳥足の浪人 役
  - DRIVE（日本ヘラルド / SABU監督） - 西五郎 役
  - SABU 〜さぶ〜（キネマ旬報社 / 三池崇史監督） - 平蔵 役 ※テレビドラマの劇場公開版
  - 旅の途中で FARDA（日印合作、日活 / 中山節夫監督、アッバス・キアロスタミ監修） - 立山功一 役
  - Dolls（ドールズ）（オフィス北野・松竹 / 北野武監督） - 春奈のマネージャー 役
  - たそがれ清兵衛（松竹 / 山田洋次監督） - 甲田豊太郎 役
  - ラストシーン（オズ・オムロンピクチャーズ / 中田秀夫監督） - 俳優部長 役
  - 刑務所の中（ザナドゥー / 崔洋一監督） - ティッシュマン高橋 役

- 2003年
  - 13階段（東宝 / 長澤雅彦監督） - 安藤紀夫 役
  - 船を降りたら彼女の島（東宝 / 磯村一路監督） - 河野周三 役
  - 恋愛寫眞 Collage of Our Life（松竹 / 堤幸彦監督） - 社長 役
  - ロッカーズ 'Rockers（ギャガ・コミュニケーションズ / 陣内孝則監督） - マスター 役
  - アイデン&ティティ（東北新社 / 田口トモロヲ監督） - 編集者 役

- 2004年
  - 赤い月（東宝 / 降旗康男監督） - 鄒琳祥 役
  - 伝説のワニ ジェイク（スローラーナー / 犬童一心監督） - ボビー・ハイ 役 ※テレビドラマの劇場公開版
  - この世の外へ クラブ進駐軍（松竹 / 阪本順治監督）
  - ゼブラーマン（東映 / 三池崇史監督） - 目黒国治 役
  - eiko[エイコ]（日本シムコ・東京テアトル / 加門幾生監督） - 平井 役
  - 村の写真集（東宝 / 三原光尋監督） - 植田進 役
  - レディ・ジョーカー（東映 / 平山秀幸監督） - 布川淳一 役
  - NIN×NIN 忍者ハットリくん THE MOVIE（鈴木雅之監督）
  - 風の残響（幸修司監督）

- 2005年
  - L'amant ラマン☆（スローラーナー / 廣木隆一監督） - C 役
  - 有限会社ひきもどし☆（畑泰介監督） - 巨匠 役
  - 樹の海（瀧本智行監督） - 松原 役
  - 鞄・KABAN☆（初山恭洋監督） - 杏子の父・光男 役
  - LOFT ロフト（黒沢清監督） - 日野 役
  - 疾走（SABU監督） -  - 横山邦一 役 役
  - ライフ・オン・ザ・ロングボード★（喜多一郎監督） - 主演・米倉一雄 役[16][107]
  - 電車男（東宝 / 村上正典監督） - 酔っ払い 役
  - 容疑者 室井慎次（東宝 / 君塚良一監督） - 横山邦一 役
  - TAKESHIS'（松竹 / 北野武監督） - ビートたけしのマネージャー / タクシー運転手 役（2役）

- 2006年
  - 棚の隅★（小池和洋自主制作 / 門井肇監督） - 主演・宮田康雄 役[20]
  - 陽気なギャングが地球を回す（前田哲監督） - 国元 役
  - 幻遊伝 神遊情人（日中合作、チェン・イーウェン（陳以文）（中国語版）監督） - シャオディエの父 役 ※DVD題「タイムトリッパー 幻遊伝」
  - バルトの楽園（出目昌伸監督） - 黒田校長 役
  - 悪夢探偵（塚本晋也監督） - 関谷刑事 役
  - エクステ☆（園子温監督） - 山崎 役[14]
  - Dear Friends（両沢和幸監督） - 幸三 役
  - 海と夕陽と彼女の涙 ストロベリーフィールズ（太田隆文監督） - 日野 役

- 2007年
  - アンフェア the movie（小林義則監督） - 入江次長 役
  - 赤い文化住宅の初子（タナダユキ監督） - 初子の父 役
  - 監督・ばんざい!（北野武監督） - 天文学者・山本 役
  - 逃亡くそたわけ（本橋圭太監督）
  - 心の絆 〜この海から、ふたたび〜☆（和歌山青年会議所創立50周年記念映画） - 倉田祐二 役

- 2008年
  - 休暇（門井肇監督） - 三島達郎 役
  - 築地魚河岸三代目（松原信吾監督） - 金谷聡 役
  - ネコナデ★（大森美香監督） - 主演・鬼塚太郎 役
  - GSワンダーランド（本田隆一監督） - 鎌田兼一 役
  - アキレスと亀（北野武監督） - 倉持富輔 役
  - フライング☆ラビッツ（瀬々敬久監督） - 福元和正 役
  - まぼろしの邪馬台国（堤幸彦監督） - 古賀 役
  - ブタがいた教室（前田哲監督） - 仁科教頭先生 役
  - 櫻の園（中原俊監督） - 鈴木仁三郎 役
  - 石内尋常高等小学校 花は散れども（新藤兼人監督） - 藤田芳夫 役
  - サンシャイン デイズ 劇場版 - 神宮寺泰三 役 ※テレビドラマの劇場公開版

- 2009年
  - ひぐらしのなく頃に誓（及川中監督） - 大石蔵人 役
  - 余命1ヶ月の花嫁（5月9日） - 赤須敏郎 役
  - 海の上の君は、いつも笑顔。（5月9日）
  - モノクロームの少女（五藤利弘監督） - 五十嵐守 役
  - ROOKIES-卒業- - 藤村輝弘 役
  - USB - 大橋組組長 役
  - 守護天使 - 豊川 役
  - 蟹工船（SABU監督） - 清水の父 役
  - 劇場版 仮面ライダーディケイド オールライダー対大ショッカー（金田治監督） - 地獄大使 役[108]
  - Mogera Wogura モゲラウォグラ★（10月10日、草野翔吾監督、Arcfilm[注 5]） - 主演[109]
  - 沈まぬ太陽 - 和光雅継 役

##### 2010年代
- 2010年
  - 交渉人 THE MOVIE タイムリミット高度10,000mの頭脳戦（2月11日） - 高林静雄 役
  - ランニング・オン・エンプティ（2月11日） - コンビニ店長 役
  - 矢島美容室 THE MOVIE 〜夢をつかまネバダ〜（4月29日、松竹） - サム 役
  - BOX 袴田事件 命とは（5月29日、スローラーナー） - 検察官・吉川 役
  - パーフェクト・ブルー（9月18日） - 幸田俊朗（三友製薬社長） 役
  - おにいちゃんのハナビ（9月25日、国本雅広監督） - 須藤邦昌 役
  - 七瀬ふたたび（10月2日、小中和哉監督）
  - 雷桜（10月22日、廣木隆一監督、東宝） - 高山仙之介 役
  - さらば愛しの大統領（11月6日） - ボム緒方 役

- 2011年
  - 僕と妻の1778の物語（1月15日） - 松下照夫 役
  - ジーン・ワルツ（2月5日） - 荒木隆 役
  - ケータイ刑事 THE MOVIE3 モーニング娘。救出大作戦!〜パンドラの箱の秘密（2月5日）
  - FLY! 〜平凡なキセキ〜（3月10日）
  - 津軽百年食堂（4月2日） - 浅尾大介 役
  - 阪急電車 片道15分の奇跡（4月29日） - 披露宴の会場係 役
  - 百合子、ダスヴィダーニヤ☆（6月18日） - 荒木茂 役
  - 一枚のハガキ（8月6日） - 泉屋吉五郎 役
  - ツレがうつになりまして。（10月8日） - 栗田保男 役
  - スマグラー -おまえの未来を運べ-（10月22日、石井克人監督） - 警官 役
  - サラリーマンNEO 劇場版(笑)（11月3日） - 布袋社長 役
  - シェアハウス（11月12日、喜多一郎監督）

- 2012年
  - おかえり、はやぶさ（3月10日、本木克英監督） - 江本智彦 役
  - 明日に架ける愛（3月31日、香月秀之監督） - 浮田智弘 役
  - 道〜白磁の人〜（6月9日、高橋伴明監督、日韓共同制作） - 野平 役
  - 武蔵野S町物語（6月16日、金澤克次監督） - 清島健一（現代） 役
  - からっぽ（6月16日、草野翔吾監督） - 高田素夫 役
  - ニッポンの嘘 報道写真家 福島菊次郎90歳（8月4日、長谷川三郎監督） - ナレーション ※ドキュメンタリー映画
  - 映画 ひみつのアッコちゃん（9月1日、川村泰祐監督） - 中村前社長 役
  - 踊る大捜査線 THE FINAL 新たなる希望（9月7日、本広克行監督） - 横山邦一 役
  - 人生、いろどり（9月15日、御法川修監督） - 針木 役

- 2013年
  - きいろいゾウ（2月2日） - ソテツ 役（声の出演）
  - 泣いたらアカンで通天閣（3月24日） - 三好賢悟 役 ※テレビドラマの劇場公開版（先行上映）
  - モンスター（4月27日） - 横山 役
  - はじまりのみち（6月1日、原恵一監督） - 城戸四郎 役
  - 極道の妻たち Neo（6月8日） - 金子道彦 役
  - 箱入り息子の恋（6月8日、市井昌秀監督、キノフィルムズ） - 今井晃 役
  - 100回泣くこと（6月22日、廣木隆一監督） - 沢村康彦 役
  - 赤々煉恋（12月21日、小中和哉監督） - 虫男（声の出演）

- 2014年
  - 土竜の唄 潜入捜査官REIJI（2月15日、三池崇史監督） - 阿湖正義 役
  - サクラサク（4月5日、田中光敏監督） - 中川 役
  - 華 いのち 中川幸夫（6月7日） - ナレーション ※ドキュメンタリー映画
  - 小川町セレナーデ（10月4日、原桂之介監督） - （特別出演）
  - ぶどうのなみだ（10月11日、三島有紀子監督） - アオとロクの父親 役
  - 25 NIJYU-GO（11月1日、東映Vシネマ25周年記念映画） - 高見沢彰 役　
  - バンクーバーの朝日（12月20日） - 江畑善吉 役

- 2015年
  - サムライフ（2月28日、森谷雄監督） - クボタ 役
  - おかあさんの木（6月6日、磯村一路監督） - 校長 役
  - 天の茶助（6月27日、SABU監督） - 種田潤一 役[110]
  - かぐらめ（7 - 8月、奥秋泰男監督） - 菊池恭次郎 役[111]
  - レインツリーの国（11月21日、三宅喜重監督） - 向坂豊 役
  - 風のたより（12月19日、向井宗敏監督） -  健 役

- 2016年
  - 仮面ライダー1号（3月26日、金田治監督） - 地獄大使 役[108]
  - 蜜のあわれ☆（4月1日、石井岳龍監督） - 老作家 役[112]
  - シン・ゴジラ（7月29日、庵野秀明総監督・樋口真嗣監督） - 大河内清次 役[113][3]
  - U-31（8月27日、ジェフユナイテッド市原・千葉25周年記念映画、谷健二監督） - 竹岡誠一 役[114]
  - 闇金ウシジマくん Part3（9月22日、山口雅俊監督)　- 真司の父 役
  - 隻眼の虎（朝鮮語版）☆ 대호（10月1日、韓国映画、パク・フンジョン（朝鮮語版）監督)　- 前園 役
  - ボクの妻と結婚してください。（11月5日、三宅喜重監督） - 荒城伊知郎 役

- 2017年
  - ゾウを撫でる（1月14日、佐々部清監督） - 椎塚達夫 役
  - グッバイエレジー★（3月25日、三村順一監督） - 主演・深山晄 役[115]
  - 米軍が最も恐れた男 その名は、カメジロー（8月12日、佐古忠彦監督） - ナレーション[116] ※ドキュメンタリー映画
  - アウトレイジ 最終章（10月7日、北野武監督） - 野村和夫 役[117]

- 2018年（以後、遺作）
  - 返還交渉人 いつか、沖縄を取り戻す（2018年6月30日、柳川強監督） - 植田啓三 役[118] ※テレビドラマの劇場公開版
  - 神楽鈴の鳴るとき（8月18日、増山修監督） - 御山吾平 役[119] ※中編映画
  - 教誨師★（10月6日、佐向大監督） - 主演・佐伯保 役[120]
  - 恋のしずく（10月13日広島県先行公開[121] / 10月20日全国公開、瀬木直貴監督、ブロードメディア・スタジオ） - 乃神輝義 役[122]

- 2019年
  - 世界一と言われた映画館（山形国際ドキュメンタリー映画祭2017上映作品 / 2018年4月20日山形県先行公開 / 2019年1月5日全国公開、佐藤広一監督） - 語り[123][124][125][126][127][128]
  - BACK STREET GIRLS -ゴクドルズ-（2月8日、原桂之介監督） - 居酒屋の亭主 役[129]（友情出演）

#### ポルノ映画
- 1980年
  - 緊縛いけにえ（新東宝映画 / 高橋伴明監督） ※映画初出演
  - 噂の女 朝まで抱いて（にっかつ / 高橋伴明監督）
  - 変態㊙産婦人科★（新東宝映画/ 渡辺護監督） - 主演 ※初主演
  - 激縛昇天夫人（大蔵映画 / 市村譲監督）
  - 女・たらしこみ（ミリオンフィルム / 高橋伴明監督）
  - 女子大生激撮 剥ぐ（ミリオンフィルム / 和泉聖治監督）
  - 人妻・OL・女子学生 狙って襲う（新東宝映画 / 中村幻児監督）
  - 猟奇! 暴行事件（ミリオンフィルム / 高橋伴明監督）
  - 少女情婦（新東宝映画 / 高橋伴明監督）
  - OL変態色情（改題：ONANIE クライマックス）（新東宝映画 / 磯村一路監督）
  - 若妻暴行 喘ぐ（ミリオンフィルム / 平川弘喜監督）

- 1981年
  - 制服売春 衝撃のクリニック（プロダクション鷹 / 和泉聖治監督）
  - 下半身レポート 熱く感じる（にっかつ / 高橋伴明監督）
  - 赤い娼婦 突き刺す（ミリオンフィルム / 中村幻児監督）
  - 女子大生 淫らなキャンパス（大蔵映画 / 釜田千秋監督）
  - 脅迫暴行犯し（新東宝映画 / 飯泉大監督）
  - ドキュメントポルノ 舌技に泣く（にっかつ / 高橋伴明監督）
    - ドキュメントポルノ 痴漢常習者

  - 女教師 鎖と緊縛（改題：鎖で本番、暴行教室 縛る）（新東宝映画 / 高橋伴明監督）
  - 新妻を縛る（新東宝映画 / 高橋伴明監督）

- 1982年
  - ドキュメント・ポルノ 主婦売春を追え!（にっかつ / 中村幻児監督）
  - 淫舞なぶり縄★（東映セントラルフィルム / 梅沢薫監督） - 主演
  - ポルノドキュメント トルコ特急便（にっかつ / 中村幻児監督）
  - 17才の告白 しつこく犯して（東映セントラルフィルム / 梅沢薫監督）
  - 痴漢電車 もっと続けて（改題：痴漢電車いい気持ち）（新東宝映画 / 滝田洋二郎監督）
  - 誘拐!人妻拷問（改題：人妻拷問）（ミリオンフィルム / 中村幻児監督）
  - 盗み撮り 汚れた暴行（新東宝映画 / 北沢江北監督）
  - 悶絶!異常体験（大蔵映画 / 飯泉大監督）
  - 襲って犯す（大蔵映画 / 飯泉大監督）
  - 赤い復讐 暴姦（ミリオンフィルム / 井筒和幸監督）
  - 獣色縄夫人（新東宝映画 / 梅沢薫監督）
  - 性虐! 女を暴く（ミリオンフィルム / 中村幻児監督）
  - ピンク、朱に染まれ!（ジョイパックフィルム）
    - 狼（高橋伴明監督） ※DVD題「狼 RUNNING is SEX」
    - ハーレム・バレンタイン・デイ（泉谷しげる監督） ※DVD題「ハーレム・バレンタイン・デイ BLOOD is SEX」

- 1983年
  - 連続暴姦★（新東宝映画 / 滝田洋二郎監督） - 主演
  - 予告暴行 犯る!刺す!（東映セントラルフィルム / 片岡修二監督）
  - 虐待奴隷少女（新東宝映画 / 高橋伴明監督）
  - 巨根伝説 美しき謎★（ENKプロモーション / 中村幻児監督） - 主演・三谷麻起夫 役
  - 襲われた団地妻（新東宝映画 / 北沢江北監督）
  - 連続暴行犯す（新東宝映画 / 福岡芳穂監督）
  - 移動売春 いっていいとも（東映セントラルフィルム / 渡辺元嗣/片岡修二/西田洋介監督）
  - 新妻真昼の暴行（新東宝映画 / 梅沢薫監督）
  - ぼくらの季節（ENKプロモーション / 広木隆一監督）
  - 団鬼六 美女縄化粧（にっかつ / 藤井克彦監督）

- 1984年
  - スキャンティドール 脱ぎたての香り（にっかつ・NCP / 水谷俊之監督） - 矢嶋周吉 役
  - 下半身症候群（にっかつ / 中村幻児監督）
  - 女子大生マンションレイプ（新東宝映画 / 山岡博美監督）
  - 痴漢とスカート（にっかつ / 広木隆一監督）
  - 愛欲の日々 エクスタシー（にっかつ / 磯村一路監督）
  - 若妻変態性戯（ミリオンフィルム / 石川均監督）
  - グッバイボーイ（ENKプロモーション / 滝田洋二郎監督）
  - 変態家族 兄貴の嫁さん☆（国映・新東宝映画 / 周防正行監督） - 間宮周吉 役
  - 赤い銃弾疑惑の暴行（新東宝映画 / 片岡修二監督）
  - 聖獣のいけにえ（新東宝映画 / 麿赤児監督）
  - リンチ 獣の戯れ★（ミリオンフィルム / 梅沢薫監督） - 主演
  - 人妻凌辱（新東宝映画 / 小水一男監督）
  - 先生、私の体に火をつけないで（にっかつ / 広木隆一監督）
  - SM 刺青本番（新東宝映画 / 片岡修二監督）
  - 激撮ゲーム!暴辱（東映セントラルフィルム / 片岡修二監督）

- 1985年
  - 美女SMテクニック（新東宝映画 / 飯泉大監督）
  - 桃色身体検査（にっかつ / 滝田洋二郎監督）
  - 黒い下着の女★（ミリオンフィルム / 北沢幸雄監督） - 主演・伊藤宗久 役
  - 地下鉄連続レイプ（にっかつ / 片岡修二監督）
    - 地下鉄連続レイプ 制服狩り（1987年）
    - 地下鉄連続レイプ 愛人狩り（1988年）

  - 痴漢電車 車内で一発（新東宝映画 / 滝田洋二郎監督）

#### 短編映画
- 鞠智城物語 防人たちの唄（1998年、熊本県立装飾古墳館（限定公開） / 三池崇史監督） - 中大兄皇子 役 ※2002年、「熊本物語」2部として全国公開。
- かわいいひと 「EPISODE II」（1998年、江崎グリコ・東京テアトル / 冨樫森監督） - 飯田 役 ※VHS題「ポッキー坂恋物語 かわいいひと」
- 世にも奇妙な物語 映画の特別編 「雪山」（2000年、東宝 / 落合正幸監督） - 山内義明 役
- 黒いカナリア★（2000年、in out（アマチュア自主制作） / 田卷源太監督） - 主演・男 役
- 新・刑事まつり 一発逆転「窯岡刑事/Coming Out Cop KAMAOKA★」（2003年5月24日、コムテッグ / 田中要次監督） - 主演・窯岡刑事 役
- 監督感染 -Director Infection- 「KENENN」（2003年11月29日、ギャガ・コミュニケーションズ / 鈴木一真監督）
- Jam Films S 「ブラウス★」（2005年1月15日、石川均監督） - 主演・クリーニング店主 役（小雪とW主演）
- about love アバウト・ラブ/関於愛 「TOKYO」（2005年9月17日、下山天監督） - オーナー 役
- 歌謡曲だよ、人生は 第3話 「小指の想い出★」（2007年5月12日） - 主演・初老の男 役
- R246 STORY 「JIROル-伝説のYO・NA・O・SHI」（2008年8月23日、中村獅童監督） - 黒駒の勝蔵 役
- 梅子（2009年イベント上映 / 2019年3月2日より「吾郎の新世界」と同時上映、内藤隆嗣監督） - 太郎 役[130]
- 花束 feat. LITHIUM FEMME（2015年4月、山口保幸監督） - 秋山部長 役（特別出演）
- スクラップ スクラッパー 「ファミリー」（2016年12月10日、FIlM5プロジェクト[注 6]、吉野耕平監督） - 三島 役
- モルエラニの霧の中 冬の章「青いロウソクと人魚」★（2021年2月6日[注 7]、坪川拓史監督） - 主演・小林幹夫 役 ※遺作[132][133]

### テレビドラマ

#### NHK
※特記以外はNHK総合
- まんが道（1987年7月27日 - 8月14日、銀河テレビ小説） - 仁科記者 役
- 大河ドラマ
  - 太平記（1991年） -  新田義貞の陣に義貞の弟・脇屋義助の敗走を伝えに来る武将役
  - 秀吉（1996年） - 荒木村重 役
  - 義経（2005年） - 源行家 役
- 照柿（1995年、NHK BS2、BS日曜ドラマ） - 有澤三郎 役
- 水の中の八月（1998年、NHKアナログハイビジョン、ハイビジョンドラマシアター） - 国村潤一郎 役
- 日曜日は終わらない（1999年10月21日、NHK BS（ハイビジョン試験放送））
- トトの世界 〜最後の野生児〜（2001年2月 - 3月、NHK-BS2、BSドラマアベニュー） - 羽生田辰起 役
- 特集ドラマ つま恋（2001年11月24日） - 間宮照於 役
- ビタミンF 第三章（2002年7月、NHK-BS2、衛星ドラマ劇場） - 修一 役
- NHKスペシャル
  - 焼け跡のホームランボール（2002年8月）
  - 未解決事件 file.01「グリコ・森永事件」（2011年7月29・30日） - 鈴木刑事部長（大阪府警本部） 役
  - 原発メルトダウン 危機の88時間（2016年3月13日[注 8]） - 主演・吉田所長 役
    - メルトダウンfile.7「そして冷却水は絞られた〜原発事故 迷走の2日間〜」（2018年3月17日） - 同上 ※遺作
- 連続テレビ小説
  - まんてん（2002年9月 - 2003年3月） - 柴田寅彦 役
  - どんど晴れ （2007年4月 - 9月） - 浅倉啓吾 役
  - ゲゲゲの女房（2010年3月29日 - 9月25日） - 飯田源兵衛 役
- NHK夜の連続ドラマ
  - ニコニコ日記（2003年） - 猪瀬潤一 役
  - 火消し屋小町（2004年7月 - 8月） - 南冬吉 役
- 恋する京都（2004年2月 - 3月、月曜ドラマシリーズ） - 佐竹吾郎 役
- ミュージックinドラマ「ホシに願いを」（2004年3月6日、BShi、ハイビジョンドラマ館） - 村田 役[134]
- 古代史ドラマスペシャル「大化改新」（2005年1月、NHK大阪（1月1日・2日、BShi）／3日、総合） - 中臣国子 役
- 名探偵赤冨士鷹（2005年12月） - 吉村幸造 役
- 土曜ドラマ
  - ディロン〜運命の犬（2006年5月 - 7月） - 里中耕平 役
    - ディロン〜クリスマスの約束（2006年12月23日、土曜ドラマスペシャル） - 同上
    - ディロン〜運命の犬ふたたび（2008年9月15日） - 同上

  - ハゲタカ（2007年2月 - 3月、NHK BSハイビジョン および NHK総合） - 塚本邦彦 役
  - ダークスーツ（2014年11月 - 12月） - 井岡哲郎 役
- 雪之丞変化（2008年1月3日、正月時代劇） - 松浦屋清右衛門 役
- 福家警部補の挨拶〜オッカムの剃刀〜（2009年1月2日） - 筒井教授 役
- 坂の上の雲（2009年11月29日 - 2011年） - 陸奥宗光 役
- 火怨・北の英雄 アテルイ伝（2013年1月11日 - 2月1日、NHK BSプレミアム「BS時代劇」） - 呰麻呂 役
- 短編ドラマシリーズ あなたに似た誰か「カハタレバナ」（2013年8月13日、NHK BSプレミアム） - 主演
- 返還交渉人 -いつか、沖縄を取り戻す-（2017年8月12日、NHK BSプレミアム） - 植田啓三 役

#### 日本テレビ系列
- セーラー服反逆同盟 第19話（1987年2月23日） - 岩清水 役
- 銭形平次
  - 第17話「あぶない親子」（1987年6月2日） - 砂蔵 役
  - 第30話「鬼心、女心」（1987年11月3日） - 月太郎 役
- 火曜サスペンス劇場
  - 吉備路殺人事件（1989年、近代映画協会） - 神谷 役
  - 弁護士・朝日岳之助1 真実の合奏（1989年、国際放映）
  - 下弦の月 -鬼熊事件-（1990年、近代映画協会） - 新聞記者 役
  - 不在証明（1991年、近代映画協会） - 刑事 役
  - 九門法律相談所7 自白（1997年） - 坂木 役
  - 月のかたち（1998年5月） - 谷刑事 役
  - 苦い夜（1999年6月） - 茂木剛 役
  - 禁じられた二人（2000年8月22日） - 木内成明 役
  - 震える手（2003年9月30日） - 田山誠一 役
- ライオン先生 第6話（2003年11月） - 織原攻治 役
- なつのひかり。（2003年） - 木田武司 役
- 水曜ドラマ
  - 神はサイコロを振らない（2006年1月 - 3月） - 加藤久彦 役
  - ホカベン（2008年4月 - 6月） - 森岡哲夫 役マ
  - 花咲舞が黙ってない 第1・2シリーズ（2014年4月 16日 - 6月18日・2015年7月8日 - 9月16日） - 花咲幸三 役
- 土曜ドラマ
  - マイ☆ボス マイ☆ヒーロー（2006年7月 - 9月） - 黒井照之 役
  - お迎えデス。（2016年4月 - 6月） - 堤郁夫 役[135]
- YBSドラマスペシャル 事故専務（2011年2月5日、山梨放送） - 主演・岡山順蔵 役
- 泣いたらアカンで通天閣（2013年3月25日 - 27日、読売テレビ開局55周年記念ドラマ） - 三好賢悟 役[136]
- 24時間テレビスペシャルドラマ「はなちゃんのみそ汁」（2014年8月30日） - 長谷川和臣 役
- Dr.ナースエイド（2014年11月7日、金曜ロードSHOW!特別ドラマ） - 倉木大将 役
- 婚活刑事（2015年7月 - 9月、読売テレビ） - 佐伯信二郎 役[137]
- レンタル救世主（2016年） - 黒宇寛太 役
- 名駅1丁目1番1号 〜人と、幸せを、つなぐ場所。〜（2017年5月13日、中京テレビ） - 沢田賢次 役

#### TBS系列
- 俺たちルーキーコップ（1992年4月14日 - 7月14日、 セントラル・アーツ） - 中浜署刑事 役
- 金曜ドラマ
  - いつも心に太陽を（1994年1月7日 - 3月18日） - 刑事 役
  - 独身生活（1999年7月9日 - 9月17日） - 吉川史郎 役
  - Friends（2000年7月 - 9月） - 小林省一 役
  - 真夏のメリークリスマス（2000年10月 - 12月） - 大橋晃 役
  - エジソンの母（2008年1月 - 3月） - 加賀見博 役
  - ヤマトナデシコ七変化（2010年1月 - 3月） - 喫茶店マスター・真一 役
  - 生まれる。（2011年4月 - 6月） - 近藤卓巳 役
  - 夜のせんせい（2014年2月 - 3月） - 仙波剛三 役
- 月曜ドラマスペシャル→月曜ミステリー劇場→月曜ゴールデン
  - 湯けむり仲居純情日記7（1997年1月13日、スタープロジェクト）　- 平沼 役
  - 森村誠一サスペンス「迷路」（1997年12月8日、ザ・ワークス）　- 吉岡俊介 役
  - 十津川警部シリーズ16 寝台急行銀河殺人事件（1999年） - 井崎勉 役
  - ざこ検事 潮貞志の事件簿2（2004年） - 星野検事 役
  - 女タクシードライバーの事件日誌3（2005年2月28日） - 仁科武雄 役
  - ヤメ刑探偵 加賀美塔子（2011年6月6日） - 宗方巌 役
  - おふくろ先生のゆうばり診療日記4（2012年3月12日、毎日放送） - 浜田克利 役
  - 山岳刑事 - 道原伝吉 役
    - 日本百名山殺人事件（2012年8月20日）
    - 魔の山 連続遭難殺人（2013年10月28日）

  - 遺品整理人 谷崎藍子3（2012年11月5日、毎日放送） - 片山忠雄 役[138]
  - SP 八剱貴志（2015年8月31日） - 本郷毅 役
- 春の夜の夢3連発SP 奇跡の大逆転! 第3話「罪は罪を呼ぶ」（2000年4月7日）
- ごきげんいかが?テディベア（2001年9月22日、毎日放送） - 橋本大助 役
- 恋愛小説「十八の夏」（2006年7月、スペシャルドラマ ）
- ROOKIES（2008年4月 - 7月） - 校長・藤村輝弘 役
- 日米開戦と東條英機（2008年12月24日、シリーズ激動の昭和） - 鈴木貞一 役
- ハンチョウ〜神南署安積班〜 第8話（2009年6月1日、パナソニック ドラマシアター） - 刑事・三国 役
- となりの芝生（2009年7月 - 9月） - 殿村洋平 役
- 99年の愛〜JAPANESE AMERICANS〜（2010年11月7日、TBS開局60周年記念ドラマ） - 菊池医師 役
- 名もなき毒（2013年8月 - 9月、月曜ミステリーシアター） - 北見一郎 役
- SPEC〜零〜（2013年10月23日） - ディアブロ 役
- おやじの背中 第3話（2014年7月27日） - 南寛 役
- ドラマイズム（MBS）
  - ファイナルファンタジーXIV 光のお父さん（2017年4月 - 5月） - 稲葉博太郎 役[139]
  - BACK STREET GIRLS ゴクドルズ（2019年2月 - 3月） - 居酒屋の亭主 役（友情出演） ※遺作[140]
- 月曜名作劇場
  - オバチャン保険調査員 赤宮楓のマル秘事件簿（2017年8月21日） - 青木宣之 役
  - 今野敏サスペンス 確証〜警視庁捜査三課（2017年11月6日） - 猪野勝也 役

#### フジテレビ系列
- 東映不思議コメディーシリーズ
  - 魔法少女ちゅうかなぱいぱい!（1989年1月15日 - 7月9日） - パイカル 役
  - 美少女仮面ポワトリン（1990年） - ダイジョーブ博士 役
- DRAMADAS「暗黒山荘」（1991年1月14日 - 18日、関西テレビ） - 主演
  - DRAMADOS「バベルの家族」（1992年2月26日、関西テレビ） - 主演
- 世にも奇妙な物語シリーズ
  - 第3シリーズ 顔（1992年）
  - 第3シリーズ サムライが斬る（1992年）
  - 1994年冬の特別編 言葉の戦争（1994年） - 公安・警部 役
  - 1994年秋の特別編 君だけに愛を（1994年） - 高畑警部 役
  - 1995年冬の特別編 最後の喫煙者（1995年）
  - 1996年春の特別編 怪我（1996年） - 赤瀬川刑事 役
  - 1997年春の特別編 史上最強の転校生 （1997年） - 小林校長 役
  - 1997年秋の特別編 女は死んでいない（1997年） - 目黒勇 役
  - 1998年春の特別編 5分後の女（1998年）
  - 1998年秋の特別編 中学教師（1998年） - 宮本 役
  - 1999年秋の特別編 私は、女優（1999年）
  - 2001年SMAPの特別編 13番目の客（2001年） - 楢崎清一 役
  - 2002年春の特別編 夜汽車の男（2002年） - 主演・男 役[21][注 9]
  - 2003年春の特別編 影の国（2003年） - 男 役
  - 2003年秋の特別編 影が重なる時（2003年） - 鷲田源三 役
- スキャンダル（1993年6月29日 - 8月6日、妻たちの劇場） - ブルセラショップ店主 役
- 月9枠
  - ひとつ屋根の下（1993年4月12日 - 6月28日）
  - いつかまた逢える 第8話（1995年8月21日）
  - ランチの女王 第1話・最終話（2002年7月・9月） - アイスコーヒーのおっさん 役
  - ビギナー（2003年10月 - 12月） - 重松幸輔 役
  - 不機嫌なジーン（2005年1月 - 3月） - 早川徹 役
- 金曜エンタテイメント
  - 松本清張スペシャル Dの複合（1993年9月10日） - 海野竜夫 役
  - テロリストのパラソル（1996年11月） - 浅井次郎 役
  - 星に願いを〜七畳間で生まれた410万の星〜 （2005年8月26日） - 山崎信也 役
  - 白線流し 最終章 〜夢見る頃を過ぎても（2005年10月7日） - 小川天文台職員 役
  - スチュワーデス刑事10final（2006年1月13日） - テレビ局 JBCドラマプロデューサー 軽部孝也 役
  - 鬼平犯科帳スペシャル 兇賊 （2006年2月17日） - 網切の甚五郎 役
  - 松本清張スペシャル 蒼い描点（2006年9月8日） - 田倉義三 役
- 木曜劇場
  - 陽の当たる場所（1994年1月13日 - 3月24日） - 刑事 役
  - カバチタレ!（2000年1月 - 3月） - 知的な浮浪者 役
  - 太陽は沈まない（2000年4月 - 6月） - 伊瀬谷慶蔵
  - 人間の証明（2004年7月 - 9月） - 横渡篤 役
  - 大奥〜華の乱〜（2005年10月 - 12月） - 徳川光圀 役
  - 任侠ヘルパー（2009年7月 - 9月） - 国崎康弘 役
  - 東野圭吾ミステリーズ 第3話「エンドレス・ナイト」（2012年7月19日） - 番場十三刑事 役
- 幕末高校生（1994年1月15日 - 2月12日、ボクたちのドラマシリーズ） - 近藤勇 役
- Alice 6 (アリス・シックス) CHAPTER 6（1995年、テレビ静岡） - 大嶋武市 役
- 鬼平犯科帳 第7シリーズ 第2話（1996年、松竹） - 源助 役
- ナニワ金融道 パート4（1999年4月30日） - 金箔為吉 役
- 秋の恐怖スペシャル 降霊〜ウ・シ・ロ・ヲ・ミ・ル・ナ〜（1999年9月28日、関西テレビ） - ファミレスの客 役
- TEAM（1999年10月13日 - 1999年12月22日） - 神代一課長 役
  - TEAM スペシャル 1-4（2000年11月3日・2001年10月5日・2002年9月20日・2003年9月26日） - 同上
- 火9枠（フジテレビ）
  - 女子アナ。（2000年1月 - 3月） - 平松裕介 役　
  - さよなら、小津先生（2000年10月 - 12月） - 島谷 役
  - ジョーカー 許されざる捜査官 （2010年7月 - 9月） - 三上国治 役
- 火10→火9枠（関西テレビ）
  - ウソコイ（2000年7月 - 9月） - 森村ミチオ 役
  - 僕の生きる道（2003年1月 - 3月） - 秋本隆行 役
  - クニミツの政（2003年7月 - 9月） - 坂上竜馬 役
  - 僕と彼女と彼女の生きる道（2004年1月 - 3月） - 小柳義朗 役
  - みんな昔は子供だった（2005年1月 - 3月） - 佐上欣也 役
  - がんばっていきまっしょい（2005年7月 - 9月） - 篠村幸雄 役
  - 僕の歩く道（2006年10月 - 12月） - 久保良介 役
  - 牛に願いを Love&Farm（2007年7月 - 9月） - 高清水弘志 役
  - ハングリー!（2012年1月 - 3月） - 山手太朗 役
  - 銭の戦争（2015年1月 - 3月） - 紺野洋 役[141]
  - サイレーン 刑事×彼女×完全悪女（2015年10月 - 12月） - 猪熊文一 役
  - 嘘の戦争（2017年1月 - 3月） - 三瓶守 役[142]
- 忠臣蔵1/47（2001年12月28日） - 柳沢吉保 役
- ロング・ラブレター〜漂流教室〜（2002年1月 - 3月） - 三崎重雄 役
- ディビジョン1 ステージ6「犯人デカ」（2004年8月30日 - 9月21日） - 主演・松戸孝四郎 役
- 離婚弁護士 新春スペシャル（2005年1月6日） - 黒木和也 役
- おかしなふたり（2006年1月3日・4日、新春ドラマスペシャル） - 笹山守雄 役
- 翼の折れた天使たち 第2話（2007年） - 斉藤真治 役
- ハチワンダイバー（2008年5月 - 7月） - 神野神太郎 役
- 金曜プレステージ
  - 奇跡の動物園2008〜旭山動物園物語〜（2008年5月16日） - 泉仙造 役
  - 宮部みゆきスペシャル 魔術はささやく（2011年9月9日） - 浅野大造 役
  - 悪党（2012年11月30日） - 佐伯順一郎 役
  - 命ある限り戦え、そして生き抜くんだ（2014年8月15日） - 黒崎哲夫 役
- トライアングル（2009年1月 - 3月、関西テレビ放送開局50周年記念ドラマ）
- 土曜プレミアム
  - 誰も守れない（2009年1月24日） - 大熊輝男 役
  - 裁判員制度ドラマスペシャル「サマヨイザクラ」（2009年5月30日） - 裁判長・鷹尾二三生 役
  - 最後の絆 沖縄・引き裂かれた兄弟 〜鉄血勤皇隊と日系アメリカ兵の真相〜（2011年8月13日） - 東江盛長 役
- ショートピース 「二重人格」（2011年3月20日）
  - ショートピース2「矢印」（2011年5月22日）
- スクール!! 最終話（2011年3月20日）
- 元泥棒・助川六郎のご町内防犯パトロール（2011年2月19日、土曜ワイド） - 主演・助川六郎 役 ※2005年制作[注 10]
- レッスンズ（2011年11月27日、関西テレビ） - 水島亘 役
- GTO お正月スペシャル（2013年1月2日、関西テレビ） - 堂本照昌 役
- 松本清張ドラマスペシャル・死の発送（2014年5月30日、フジテレビ開局55周年特別番組） - 立山寅平 役
- 日本のヴァイオリン王〜名古屋が生んだ世界のマエストロ 鈴木政吉物語〜（2016年2月14日、東海テレビ） - 白井練一 役
- FNS27時間テレビ にほんのれきし『僕の金ヶ崎』（2017年9月10日） - 主演・織田信長 役[143]
- オーファン・ブラック〜七つの遺伝子〜 第4話（2017年12月23日、東海テレビ、オトナの土ドラ） - 宇賀神 役[144]

#### テレビ朝日系列
※は朝日放送制作。
- 豆腐屋直次郎の裏の顔 第3話（1992年7月21日、朝日放送 / アズバーズ） - 尾崎耕一 役
- 忍者戦隊カクレンジャー 第21話（1994年7月8日） - 霞大五郎、サルガミの声 役
- 木曜ドラマ
  - 流れ板七人（1997年1月16日 - 3月20日） - 桜井京四郎 役
  - 眠れぬ夜を抱いて（2002年4月 - 6月） - 熱田永輔 役
  - 電池が切れるまで（2004年4月 - 6月） - 相馬収治 役
  - ホテリアー （2007年4月 - 6月） - 北野幸治郎 役
  - 菊次郎とさき（2007年7月 - 9月） - 万城目定吉 役
  - 交渉人〜THE NEGOTIATOR〜（2008年1月 - 3月） - 高林警視庁捜査一課長 役
  - 小児救命（2008年10月 - 12月） - 青山冬悟 役
  - 緊急取調室（2014年1月 - 3月） - 中田善次郎 役[145]
    - 緊急取調室〜女ともだち〜（2015年9月27日、日曜エンターテインメント） - 同上[146]
- はみだし刑事情熱系（1998年） - 日向義人警視正 役
- 新選組血風録（1998年10月8日 - 12月30日、テレビ朝日開局40周年記念ドラマ） - 山崎烝 役
- プリズンホテル（1999年4月17日 - 6月19日、サタデードラマ） - 黒田旭 役
- 土曜ワイド劇場（テレビ朝日・朝日放送）
  - わらの女（1997年、春のスペシャル企画）
  - ハラハラ刑事〜危険な二人の犯罪捜査〜1（2004年※） - 準主役・大河原賢作 役
  - 逆転弁護（2006年※） - 神田川大二郎 役
  - 刑事殺し〜完結編〜（2009年8月22日） - 原宗次 役
  - 広域警察（2010年5月8日） - 高村順一郎 役
  - スペシャリスト（2013年5月18日） - 高倉紀一郎 役
    - スペシャリスト2（2014年3月8日） - 同上
    - スペシャリスト3（2015年2月28日） - 同上
- 木曜ミステリー
  - 科捜研の女4 最終話（2002年9月） - 大神都市開発社長・大神一輝 役
  - 新・京都迷宮案内5 第10シリーズ 第4話（2008年2月7日） - 森田和道（花登和男） 役
  - 京都地検の女 第8・9シリーズ（2012年7月 - 9月・2013年7月 - 9月） - 井森幸三郎 役
- 相棒 season2 第6話（2003年11月） - 菅原英人 役
  - 相棒 season15（2016年10月12日 - 2017年3月22日） - 衣笠藤治 役
  - 相棒 season16 第1 - 13話（2016年10月18日 - 2018年1月24日） - 同上[147]
- 西部警察 SPECIAL（2004年） - 日下憲吾 役
- 弟（2004年） - 小林正彦 役
- 愛と死をみつめて（2006年3月） - 大島茂樹 役
- 松本清張・最終章 わるいやつら（2007年1月 - 3月、朝日放送） - 井上警部補 役
- 必殺仕事人2009 第16話（2009年5月15日、朝日放送） - 道玄 役
- ドラマスペシャル
  - 刑事一代 平塚八兵衛の昭和事件史（2009年6月20・21日、テレビ朝日開局50周年記念ドラマスペシャル） - 尾藤捜査一課長代理 役
  - 警視庁取調官 落としの金七事件簿（2010年5月29日） - 寺西捜査一課長 役
  - 黒澤明ドラマスペシャル 野良犬（2013年1月19日、テレビ朝日開局55周年記念） - 佐藤正賢 役
  - 上意討ち 拝領妻始末（2013年2月9日） - 松平正容 役
  - オリンピックの身代金（2013年11月30日・12月1日、テレビ朝日開局55周年記念番組） - 田中正治 役
  - 最後の証人（2015年1月24日） - 島津邦明 役
  - 松本清張ドラマスペシャル 砂の器（2011年9月10日・11日） - 黒崎捜査一係長 役
  - 光る壁画（2011年10月1日、オリンパスドラマスペシャル） - 坂上貞三 役
  - 松本清張二夜連続ドラマスペシャル 第一夜「地方紙を買う女〜作家・杉本隆治の推理」（2015年3月12日） - 本間精次郎 役
- 臨場 最終話（2009年6月24日） - 大瀬健太郎 役
- マイガール 最終話（2009年12月11日） - 剣持 役
- 崖っぷちのエリー〜この世でいちばん大事な「カネ」の話（2010年7月 - 9月、朝日放送） - 梅本編集長 役
- 家族法廷（2011年6月22日、BS朝日） - 岩田あきらの夫 役
- 俺の空〜刑事編〜（2011年10月 - 12月） - 安田清十郎 役
- 灰色の虹（2012年5月19日、スペシャルドラマ） - 石嶺亮三 役
- 遺留捜査（2012年7月12日） - 加賀見享 役
- みをつくし料理帖（2012年9月22日） - 種市 役
- 土曜プライム
  - 終着駅シリーズ30「殺人の債権」（2016年6月25日） - 五十嵐俊文 役
  - 瀬戸内少年野球団（2016年9月17日） - 中井銀造 役
  - 弁護士 倉沢由法の事件ファイル（2017年1月21日※） - 佐伯和志 役
- 迷宮捜査（2015年5月） - 真壁繁樹 役

メ〜テレ
- SABU 〜さぶ〜（2002年5月、名古屋テレビ開局40周年記念） - 平蔵 役
- 名古屋行き最終列車 - 今村武雄 役
  - 第3弾 第3夜（2015年2月4日） - 主演
  - 第4弾 (2016年) 第3夜（2016年2月3日） - 主演
  - 第5弾 第1夜（2017年2月7日） - 主演
  - 特別版 大杉漣さん追悼 メ〜テレドラマ 名古屋行き最終列車〜あるラーメン屋の主人の物語〜（2018年3月12日） - 主演[148] ※総集編
  - 第6弾 第9話（2018年3月13日） - 主演 ※遺作[148]

#### テレビ東京
- 月曜・女のサスペンス 傑作推理受賞作シリーズ「大いなる幻影」（1989年4月3日）
- 幕府お耳役檜十三郎 第4話（1991年4月28日、松竹）
- 刑事追う!（1996年4月8日 - 9月23日） - 捜査一課係長 役
- つげ義春ワールド「ある無名作家」（1998年8月25日（24日深夜））
- 女と愛とミステリー
  - 夏樹静子サスペンス Wの悲劇（2001年5月） - 堤検事 役
  - 黄金の犬（2001年10月） - 島明彦 役
  - 十年・妻が夫を裏切った日（2004年1月25日） - 漆原和樹 役
- 伝説のワニ ジェイク 第7話（2001年8月19日） - ボビー・ハイ 役
- 湯けむりスナイパーお正月SP（2010年1月2日） - 坂田 役
- トラブルマン（2010年5月21日） - 殺し屋ジョー 役
- モリのアサガオ（2010年10月 - 12月） - 及川正道 役
- IS（アイエス）〜男でも女でもない性〜（2011年7月 - 9月） - 伊吹宗一 役
- 水曜ミステリー9
  - 松本清張特別企画・聞かなかった場所（2011年11月16日） - 高橋千代吉 役
  - 松本清張没後20年特別企画 事故〜黒い画集〜（2012年12月12日） - 六条幹男 役
  - 罪火（2014年12月10日） - 折橋完 役
  - 負け組法律事務所〜沈黙する証人〜（2015年1月28日） - 松月真志 役
  - さすらい署長 風間昭平12（2015年11月11日、水曜エンタ・水曜ミステリー9） - 森信吾 役
- ミエリーノ柏木 第9話・10話（2013年3月8日・15日） - 大杉 役
- 孤独のグルメ Season3 第8話（2013年8月28日） - 長沼 役
- 牙狼-GARO- -魔戒ノ花-（2014年4月 - 9月） - 四道 役
- ラスト・ドクター〜監察医アキタの検死報告〜 第6話（2014年8月22日） - 阿部幸四郎 役
- 警視庁ゼロ係〜生活安全課なんでも相談室〜（2016年1月 - 3月） - 亀山良夫 役
  - 警視庁ゼロ係〜生活安全課なんでも相談室〜 SECOND SEASON（2017年7月 - 9月） - 同上
  - 警視庁ゼロ係〜生活安全課なんでも相談室〜 THIRD SEASON 第1話（2018年7月20日） - 同上 役[149]
- 青春の名曲ストーリー 「神田川」（2016年3月12日、BSジャパン開局15周年特別企画ドラマスペシャル） - 主演・根岸和雄 役[150]
- 老人ホーム「ハッピー・ロード」愉快な仲間たちの事件簿（2016年9月11日、スペシャルドラマ） - 徳川正義 役
- バイプレイヤーズ 〜もしも6人の名脇役がシェアハウスで暮らしたら〜（2017年1月 - 3月） - 主演・大杉漣（本人） 役（6人での複数主演）[22][151]
  - バイプレイヤーズ 〜もしも名脇役がテレ東朝ドラで無人島生活したら〜（2018年2月7日 - 3月7日） - 同上（5人での複数主演） ※遺作。連続ドラマ最後の作品 [152]
- 冬芽の人（2017年4月5日、3週連続ドラマ特別企画） - 奥畑圭介 役
- 居酒屋ふじ 第2話（2017年7月15日） - 大杉漣（本人） 役[153]
- 命売ります 第1話（2018年1月13日、BSジャパン） - 李正道 役[154]

#### WOWOW
- 多重人格探偵サイコ 雨宮一彦の帰還（2000年） - 笹山徹 役
- ドラマW
  - 巷説百物語 狐者異（2005年） - 事触れの治平 役
  - パーフェクト・ブルー（2009年2月7日） - 幸田俊朗 役
  - 横山秀夫サスペンス「引き継ぎ」（2011年3月27日） - 岩田政雄 役
- 借王〈シャッキング〉-銭の達人-（2009年10月10日 - 11月28日、ミッドナイト☆ドラマ） - 磯村健一 役
- マグマ（2011年6月 - 7月、連続ドラマW） - 宇田川光彦 役
- 予兆 散歩する侵略者（2017年9月19日 - 10月17日） - 西崎 役

#### その他
- サンシャイン デイズ（2007年8月26日 - 12月9日、テレビ神奈川） - 神宮寺泰三 役
- いつも まぢかに（2015年10月1日、イマジカBS開局20周年記念ドラマ） - 須藤医師 役
- 池波正太郎時代劇スペシャル「雨の首ふり坂」（2018年7月21日、時代劇専門チャンネル） - 藪塚の半蔵 役 ※遺作[155]

### WEBドラマ
- FLOWER SHOP DIARY 第2話・第3話（2009年11月、レコチョク・music.jp・dwango.jp、ユニバーサルJFilm） - 正行 役

### オリジナルビデオ
- ネオチンピラ 鉄砲玉ぴゅ〜（1990年、東北新社・東映ビデオ / 高橋伴明監督）
  - ネオチンピラ 続・鉄砲玉ぴゅ〜（1991年）
- プレイメイト殺人事件 天国へいかせて（1990年、バンダイメディア事業部 / 橋本裕志監督）
- DOOR II TOKYO DIARY（1991年、徳間ジャパン / 高橋伴明監督）
- ハートブレイクは昨日まで（1991年、東芝映像ソフト / 中岡京平監督）
- ヤンキー愚連隊 なんぼのもんじゃい!（1991年、大映 / 長嶺高文監督）
  - ヤンキー愚連隊 なんぼのもんじゃい!2（1994年、金田敬監督）
- 離婚ゲーム 僕のベッドはトライアングル（1992年、東宝 / 水谷俊之監督）
- こちら凡人組（1992年、マグネット / 鈴木敬晴監督） - 凡人組若頭 高杉剛史
  - 続・こちら凡人組（1992年）
- 大予言/復活の巨神（1992年4月、東映・バンダイビジュアル） - 黒川俊策 役
- 湾岸ミッドナイト（1992年、大映 / 渡辺寿監督） - 黒佐 役
  - 湾岸ミッドナイト IV（1994年、黒川浩行監督） - 黒佐 役
- 実相寺昭雄の不思議館1「床屋」（1992年、バンダイビジュアル / 池谷仙克監督） ※DVD題「実相寺昭雄の不思議館 不の巻」
- 獣のように 完結篇（1992年、東映ビデオ / 斉藤信幸監督）
- 暴力列島 ダーティマネージャック（1992年、東映ビデオ / 丸内敏治監督）
- 仁義なきイレブン（1993年、ケイエスエス / 福岡芳穂監督）
- ボディガード牙（1993年、SHSプロジェクト / 三池崇史監督） - 蒼龍会組長 役
- 日本一の悪女? 雅美のパワーオブラブ（1993年、JVD / 井筒和幸監督）
- とられてたまるか!2（1993年、東映ビデオ / 高橋伴明監督）
  - とられてたまるか!! 完（1994年）
- 俺達は天使（カタギ）じゃない（1993年、SHSプロジェクト / 三池崇史監督）
- 大災難（1994年、大映 / 周防正行監督） - バーテンダー 役
- はいすくーる仁義外伝 地を這う者（1994年、大映 / 小松隆志監督） - 教頭先生 役
- 任侠株式会社 会社の作り方教えます（1994年、バップ / 片岡修二監督）
- もっと過激 ふざけんじゃネェ!（1994年、東映ビデオ / 水谷俊之監督）
- ひき逃げファミリー2（1994年、Softgarage / 早川善貴監督）
- ゴット・ギャンブラー 球五郎烈球伝（1994年、タキ / 辻裕之監督）
- 詐欺師烈伝 これがパクリだ!（1994年、SHSプロジェクト / 水谷俊之監督）
- ヤクザタクシー 893 TAXI（1994年、ケイエスエス / 黒沢清監督） - 社長 役
- 打鐘 男たちの激情（1994年、タキ / 黒沢清監督） - 秋葉俊介 役
- ブラックマネー（1995年、ケイエスエス / 富岡忠文監督）
- 狙われた女 ある高校教師の衝動的尾行（1995年、ハピネット・ピクチャーズ / 伊藤秀裕監督）
- ルビー THE TARGET（1995年、ポニーキャニオン / 金澤克次監督）
- 賞・金・犬 WANTED!（1995年、バップ / 片岡修二監督）
- 毒婦 プワゾン・ボディ（1995年、Softgarage / 小中和哉監督）
- 勝手にしやがれ!シリーズ（ケイエスエス / 黒沢清監督） - 鈴木栄 役
  - 勝手にしやがれ!! 強奪計画（1995年）
  - 勝手にしやがれ!! 脱出計画（1995年）
  - 勝手にしやがれ!! 黄金計画（1996年）
  - 勝手にしやがれ!! 逆転計画（1996年）
  - 勝手にしやがれ!! 成金計画（1996年）
  - 勝手にしやがれ!! 英雄計画（1996年）
- お天気お姉さん（1995年、バンダイビジュアル / 細山智明監督） - 浜本洋一 役
- チンピラ・ドリーム チャラで死ねるか!（1995年、東映ビデオ / 山口和彦監督）
- ころがし涼太（1995年、SEIYO INTERNATIONAL VIDEO / 松井昇監督）
- おんな必殺! 女肌衣堕（1995年、ピンクパイナップル / 白井政一監督）
- 東京魔悲夜（マフィア）シリーズ（タキ）
  - 東京魔悲夜 全2作（1995年・1986年、白井政一監督）
  - GANGSTER 東京魔悲夜 外伝 全2作（1996年・1997年、宮坂武志監督）
- XX（ダブルエックス） 美しき獲物（1996年、東映ビデオ / 池田敏春監督） - 田上警部補 役
- スケバン女教師（1996年、ピンクパイナップル / 高原秀和監督）
- ふたつの顔を持つ男 銃爪（1996年、ミュージアム / 福岡芳穂監督） - モリヤマ 役
- ブラック・ジャック（1996年、バンダイビジュアル / 小中和哉監督） - 赤ん坊の父親 役
- 通称!ピスケン（1996年、東映ビデオ / 高橋伴明監督）
- フェラーリ2 勝利への疾走（1996年、大映 / 小松隆志監督）
- 平成残侠伝 ぶった斬れ!（1996年、東映ビデオ / 澤田幸弘監督）
- スキャンドール（1996年、東映ビデオ / 小松隆志監督）
- チンピラ仁義 新・極楽とんぼ（1996年、東映ビデオ / 長谷部安春監督）
- 厄災仔寵 死神たちの罠（1997年、ケイエスエス） - 学長 役
- 本気!6 烈火篇（1997年、徳間ジャパンコミュニケーションズ / 村田忍監督）
- 湘南爆走族 帰ってきた伝説の5人（1997年、徳間ジャパンコミュニケーションズ / 小松隆志監督）
- ハイエナの夜（1997年、ビームエンタテインメント / 片岡修二監督）
- 湘南武闘派高校伝（1997年、ケイエスエス / 福岡芳穂監督）
- 凶銃・戻り道はない（1997年、ケイエスエス / 村橋明郎監督）
- 突撃ラクガキ愚連隊（1997年、東映ビデオ / 高橋伴明監督）
- FULL METAL（フルメタル） 極道（1997年、徳間ジャパンコミュニケーションズ / 三池崇史監督） - 横井会長 役
- 仁義13 地獄の墓標（1997年、徳間ジャパンコミュニケーションズ / 大川俊道監督）
- チンピラ人生 むしむしころころ（1998年、東映ビデオ / 長谷部安春監督）
- 女刑事RIKO 女神の永遠（1998年、東映ビデオ / 井坂聡監督）
- 新極道伝説 三匹の竜（1999SF サムライ・フィクション年、東映ビデオ / 水谷俊之監督）
- 暴き屋 保険調査裏仕事人（2000年、ミュージアム / 伊藤秀裕監督） - 主演・嶋田哲 ※オリジナルビデオ初主演作品
- 捜査四課対広域暴力団（2000年、東映ビデオ / 早川喜貴監督）
- 首相官邸の女（2001年、ミュージアム / 若松孝二監督）
- SHADOW シャドー（2003年、宮坂武志監督、脚本：高野和明） ※制作2001年[注 11]
- リボルバー 青い春（2003年、ケイエスエス） - 門脇 役

### 劇場アニメ
- 銀色の髪のアギト（2006年1月7日） - アガシ 役
- BATON バトン（2009年4月28日、プロデュース・脚本：岩井俊二、監督：北村龍平） - ドクターニュートン 役
- 聖闘士星矢 Legend of Sanctuary（2014年6月21日） - 城戸光政 役

### 吹き替え
- ダメージ2（NHK BS2） - ダニエル・パーセル 役（ウィリアム・ハート）
- わが心の友 愛犬デヴォン（NHK BSプレミアム） - ジョン・キャッツ 役（ジェフ・ブリッジス）

### バラエティー 他
- さんまの天国と地獄（200年 - 2002年、フジテレビ）

- 小悪魔ドクショ 〜文学で恋をつかまえる方法〜（2010年1月7日、日本テレビ） - 与謝野鉄幹 役
- 完全ガイド『リング』ワールドの歩き方（WOWOW） - 大杉教授 役（ナビゲーター）
- 大杉漣の「漣☆写でGO!」（フジテレビ、見参楽（みさんが!））
- 大杉漣の漣ぽっ（2013年4月13日 - 2018年4月22日、BSフジ / 2018年1月3日（新春SP）、フジテレビ）
- ぐるぐるナインティナイン（日本テレビ、2017年1月2日 - 2018年2月22日） - 「ゴチになります!18・19」 レギュラー[156]
- 古舘トーキングヒストリー 〜戦国最大のミステリー 本能寺の変、完全実況〜（2018年1月6日、テレビ朝日） - 明智光秀 役[157]

### 教育番組
- てれび絵本「おじさんのかさ」（2004年、NHK教育） - 朗読
- 100分de名著・ブッダ「最期のことば」（2015年4月度、Eテレ） - シッダルダ（ブッダ） 役 ※朗読
- Eテレ・ジャッジ（2015年6 - 7月、Eテレ）[158]

### ドキュメンタリー番組
NHK
- 村上龍＜失われた10年＞を問う（2000年5月7日）
- 世界・わが心の旅（2001年1月14日、BS2）
- ハイビジョンスペシャル 天空散華 いけばな作家中川幸夫の挑戦（2002年8月9日、BShi）
  - 新日曜美術館「生きてる総てが花である・生花作家・中川幸夫」（2003年7月20日、教育）

- 課外授業ようこそ先輩
  - 「人と森と命の絆」（2003年5月4日）
  - 「勇気を持って 一歩踏み出せ〜元プロ野球選手〜 赤星憲広」（2010年7月25日）

- 小津安二郎生誕百年・小津百科
- ドキュメント スポーツ大陸 → スポーツ大陸
  - 「執念をゴールに叩きこめ〜ガンバ大阪・播戸竜二〜」（2007年1月13日）
  - 「すべてはW杯のために〜本田圭佑〜」（2010年5月23日）

- 不屈の者たちへ
  - 「倒産社長 再起へのハンドル」（2008年11月9日）
  - 「奇跡のストッパー 人生のマウンドに立つ」（2009年8月19日）

- BSプレミアム 黄金の扉（2011年4月 - 2012年3月、BSプレミアム） - ナビゲーター
- 旅のチカラ「60歳のフラメンコ 俳優・大杉漣 スペイン・セビリア」（2011年4月9日、BSプレミアム） - ナビゲーター
- アスリートの魂「勝利の合言葉を胸に 柏レイソル ネルシーニョ監督とイレブン」（2011年12月12日、総合・BS1）
- NHK徳島開局80周年記念番組 阿波スペシャル「大杉漣×住友紀人 ただいま、とくしま!」（2013年11月29日、NHK徳島）

日本テレビ系列
- 私的道案内（2007年6月3日 - 2008年3月23日、中京テレビ） - ナレーション
- アナザースカイ（2018年3月2日）

TBS系列
- 背番号10の伝説
- 神々の詩
- ふるさとの海「〜水崎秀子にとっての日本〜」（2007年、RKB毎日放送）
- 第22回JNN共同制作番組「道の旅人になる〜聖地巡礼200キロの旅〜」（2012年1月9日、あいテレビ制作） - ナレーション
  - あいテレビ開局20周年記念番組 道の旅人になる〜スペイン・そして四国巡礼の旅〜（2012年12月19日、あいテレビ制作） - ナビゲーター

- 新田長次郎 100年の大計〜その生涯と先見に学ぶ〜（2013年10月28日（あいテレビ制作）、2013年11月16日（BS-TBS）） - 案内役

フジテレビ系列
- 有森裕子 新たなるスタートライン
- ザ・ロングインタビュー新春SP（2003年1月23日）
- ザ・ノンフィクション「崖っぷち企業 再生への苦闘」（2003年2月23日）
- 金曜プレミアム「消防隊だけが撮った0311 彼らは「命の砦」となった」（2016年3月4日） - ナレーション

テレビ東京系列
- テレビ東京開局45周年記念6夜連続特番第4弾『トンネルの向こうはぼくらの楽園だった』（2009年3月11日） - ナレーション
- 大杉漣が行くイタリアサッカーの世界 英雄マルディーニの素顔に迫る（2009年12月26日、BSジャパン） - ナビゲーター
- シリーズ13億人の深層（2007年 - 2012年・2018年、テレビ大阪） - ナレーション
- 夜汽車紀行〜大杉漣が行く酒と涙のノスタルジック旅情〜（2013年10月12日、BSジャパン） - ナビゲーター

WOWOW
- 海外スポーツドキュメンタリー特集（2015年7月4日） - ナビゲーター

### ラジオドラマ・朗読ラジオ
- ラジオ劇場「鷹を飼う家」（1980年1月12日、NHK-FM） ※「大杉孝」名義
- FMシアター （NHK-FM）
  - ハローワーク（1995年7月1日）[163]
  - 失踪の夏（1996年1月27日）[164]
  - あなた（1998年8月8日）[165]
  - 父への旅（2005年7月23日）[166]
  - すばらしい日々（2014年10月4日）[167]
- SOUNDS OF STORY〜ASADA JIRO LIBRARY〜 「月のしずく」（2014年10月11日、J-WAVE）[168]

### CM
テレビCM
- 公共広告機構（現:ACジャパン）（2000年 - 2001年5月） 「アンディ・フグ」・ナレーション
- 全日本空輸（2001年1月 - ）
- セガ「SOCCER」（2001年11月 - ）
- ロッテ「トッポ」（2002年2月 - ）
- ネスレ「Nテイストコード」（2002年2月 - ）
- 野村證券 イメージ広告（2002年8月 - ）
- 日清食品「GooTa」（2002年12月 - ）
- 黄桜「辛口一献」（2004年3月 - ）
- 日産自動車 「MURANO」（2004年8月 - ）
- ユニクロ「ジーンズ」（2005年2月 - ）
- みずほ銀行 イメージ広告（2005年11月 - ）
- ポニーキャニオン「aiko」（2006年8月 - ）
- HOYA「HOYALUX」（2007年6月 - ）
- サントリー「BOSS」（2008年8月 - ）
- 江崎グリコ「メンズポッキー」（2009年12月 - ）
- ドクターシーラボ「スーパーモイストゲル」（2010年10月 - ）
- ミツカン「追いがつおつゆ」（2011年4月 - ）
- 富士重工業（2011年10月 - ）
- NTTドコモ（2011年12月 - ）
- トヨタレンタカー（2012年4月 - ）
- アサヒ飲料「WONDA」（2013年2月 - ）
- totoBIG 「6億円BIGマンシリーズ」（2013年9月 - ）
- トヨタ自動車（2013年10月 - ）
- 大塚製薬
  - 「経口補水液OS-1」（2014年5月 - ）
  - 「オロナミンC」（2015年12月 - ）「ハツラツタワーのある街」シリーズ」・小林清治 役

- イトーヨーカドー「Graceful Days」（2014年11月 - ）
- ソニー・インタラクティブエンタテインメント「PlayStation 4」（2016年12月 - ）
- 大東建託企業CM（2017年3月 - 2018年2月）
- ワークスモバイルジャパン「LINE WORKS」（2017年4月 - ）
- スクウェア・エニックス「ファイナルファンタジーXIV 光のお父さん」（2017年5月 - ）
- スズキ「スペーシア」（2017年12月 - ）「家族のワクワク」・じいじ 役
- 加賀麩不室屋「宝の麩」 ナレーション

### PV
- CHEMISTRY「最期の川」（2007年）
- 斉藤和義「ひまわりの夢」（2012年）[174]
- Not yet「世界の風を僕らは受けて」（2014年）[175]
- SILENT SIREN「AKANE」（2017年）[176]

## 代役・後任
大杉の死後、持ち役等を引き継いだ者は以下の通り。
- 杉本哲太 - テレビドラマ『相棒 season16』最終話  ：衣笠藤治[67]
- 寺脇康文 - テレビドラマ『正義のセ』：梅宮譲[177]
- 神農直隆 - 舞台『1984』：オブライエン[178]
- 田中圭 - バラエティ番組『ぐるぐるナインティナイン』：『グルメチキンレース・ゴチになります!』メンバー[注 12]
- 佐野史郎 - 映画『おかあさんの被爆ピアノ』（2020年公開）：ピアノ調律師・加川を演ずる予定だった[181]

## 作品

### 連載
- 月刊誌『音楽と人』「ハモニカの味」（2001年6月号 - 2001年11月号）
  - 月刊誌『音楽と人』「ゴンタクレが行く」（2002年4月号 - 2010年[182]）

### 著作
- 現場者（げんばもん）300の顔をもつ男（2001年10月 マガジンハウス / 2018年9月 文春文庫） - 初の書き下ろし自伝エッセイ。没後に発売された文庫版には、大杉の死後に発見された“未発表ノート”をもとに書いた妻の特別寄稿も収録されている[183]。
- ゴンタクレが行く（2003年10月 シンコーミュージック） - 雑誌『音楽と人』に連載中（発売当時）のエッセイ「ゴンタクレが行く」をまとめたもの。

### 映画
- 教誨師（2018年10月6日） - エグゼクティブプロデューサー（兼主演）
- 夜を走る（2022年5月13日） - 企画